# Летние Олимпийские игры 1980
XXII Ле́тние Олимпи́йские и́гры 1980 го́да (официальное название — И́гры XXII Олимпиа́ды) проходили в Москве — столице СССР и РСФСР — с 19 июля по 3 августа 1980 года. Это были первые в истории Олимпийские игры, проведённые на территории Восточной Европы, а также в социалистической стране.
Часть соревнований Олимпиады-1980 была проведена в других городах Советского Союза: парусная регата стартовала в Таллине (ЭССР); предварительные игры и четвертьфиналы футбольного турнира состоялись в Киеве (УССР), Ленинграде (РСФСР) и Минске (БССР); соревнования по пулевой стрельбе прошли на стрельбище «Динамо» в подмосковных Мытищах (РСФСР).
Игры также известны тем, что более 60 стран бойкотировали Олимпиаду в связи с вводом в 1979 году советских войск в Афганистан. Некоторые спортсмены из стран, бойкотировавших Игры, всё же приехали в Москву и выступили под олимпийским флагом. Предыдущим был бойкот 29 африканскими странами Олимпиады-76 в Монреале, а следующим стал бойкот Советским Союзом и ещё 13 странами летних Олимпийских игр в Лос-Анджелесе в 1984 году.

## Выбор столицы Олимпиады
Впервые идея проведения Олимпийских игр в Москве возникла у председателя Спорткомитета СССР Сергея Павлова в апреле 1969 года. Однако на выборах столицы летних Олимпийских игр 1976 года, которые прошли 12 мая 1970 года в Амстердаме, победил канадский Монреаль.
Несколько лет спустя Павлов убедил руководство страны выставить кандидатуру Москвы ещё раз. Решение о выборе столицы Олимпийских игр 1980 года Международный олимпийский комитет принимал на 75-й сессии 23 октября 1974 года в Вене.
Благодаря авторитету Сергея Павлова на международной спортивной арене, возросшему интересу к советской стране и её спортсменам, а также дружеским контактам с членами МОК, особенно бароном Эдуардом фон Фальц-Фейном (Лихтенштейн) и Вилли Дауме (ФРГ), победа осталась за Москвой. На последнем этапе голосования членам МОК предстояло сделать выбор между Лос-Анджелесом и Москвой, в итоге с соотношением голосов 39 против 20 победу одержала Москва. Впервые летние Олимпийские игры должны были пройти в социалистической стране.
В марте 1975 года был создан Оргкомитет «Олимпиада-80» под руководством Игнатия Новикова, которому Олимпийский комитет СССР передал права и функции по подготовке и проведению Олимпийских игр. Штаб Олимпиады разместился в центре Москвы — на улице Горького, в доме № 22а. 79-я сессия МОК (июнь 1977 года, Прага) утвердила программу-расписание соревнований Игр XXII Олимпиады в Москве.
| Кандидаты    | Страна | 1-й раунд |
| Москва       | СССР   | 39        |
| Лос-Анджелес | США    | 20        |

## Эстафета олимпийского огня

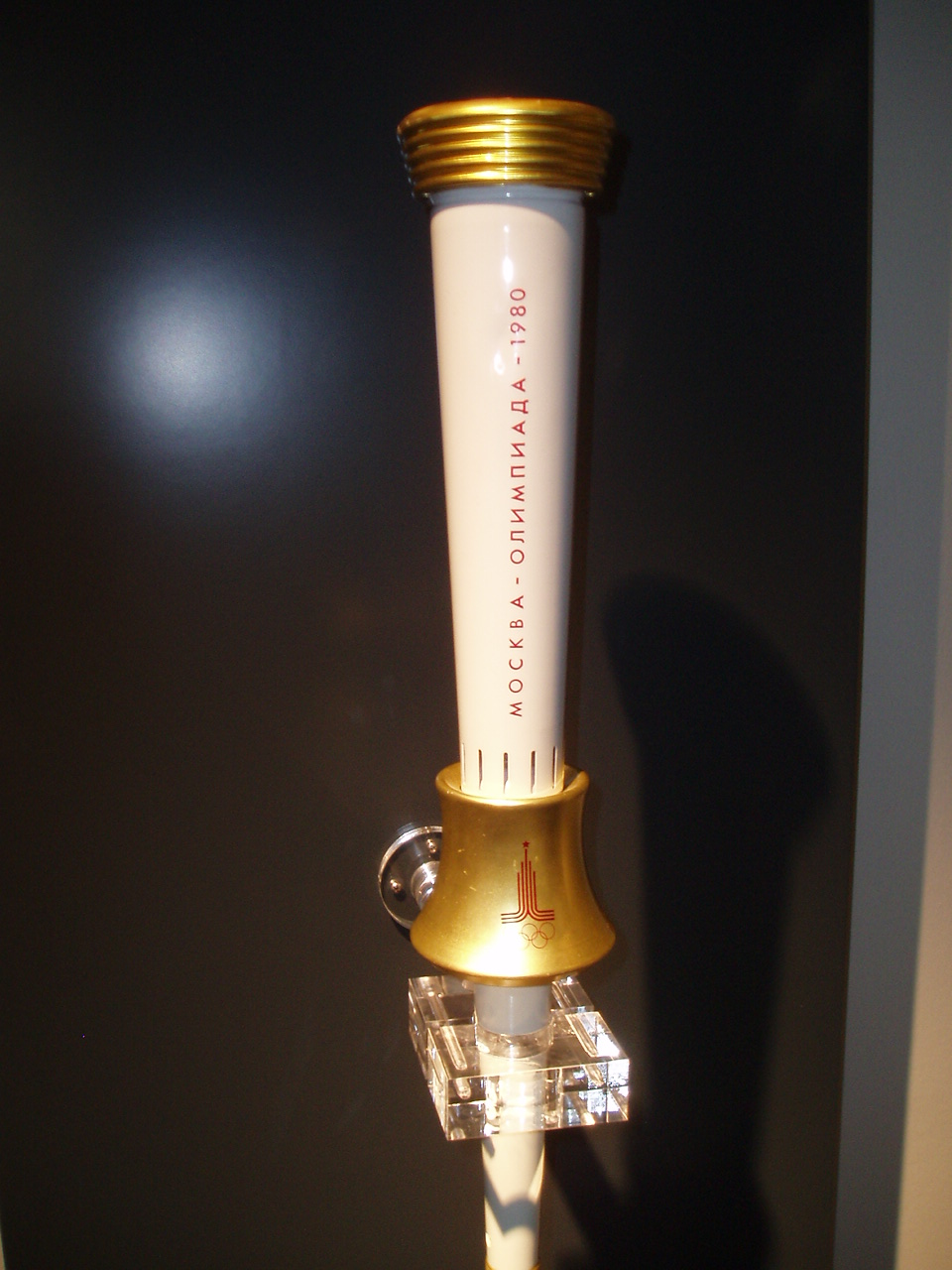
Факел эстафеты олимпийского огня московской Олимпиады

Символом любой олимпиады является олимпийский огонь. За месяц до старта Игр открывается крупнейший в Европе гостиничный комплекс Измайлово — 4 отеля и манеж для тяжелоатлетов. 19 июня 1980 года, ровно за месяц до открытия Игр, олимпийский огонь по традиции был зажжён в греческой Олимпии. Общая протяжённость эстафеты составила 5000 км. Длина этапа эстафеты по территории Греции — 1170 км (проходил через Олимпию, Патры, Коринф, Афины, Фивы, Ларису, Верию, Салоники, Сере). По территории Болгарии огонь преодолел 935 км (Благоевград, София, Пловдив, Шипка, Велико-Тырново, Плевен, Русе). Длина румынского этапа — 593 км (Джурджу, Бухарест, Плоешти, Бузэу, Бакэу, Роман, Яссы).
По территории СССР огонь проделал путь в 2302 км. 5 июля 1980 года огонь пересёк границу Советского Союза в районе посёлка Леушены Молдавской ССР, проследовал через него и побывал в таких городах этой республики как Кишинёв и Бельцы. В Украинской ССР маршрут пролегал через Черновцы, Хмельницкий, Винницу, Житомир, Киев, Лубны, Полтаву, Чутово, Харьков. В РСФСР путь эстафеты лежал через Белгород, Курск, Кромы, Орёл, Тулу, Серпухов, Подольск. Подольск стал последним городом на пути факелоносцев — 17 июля по улицам города пробежали около 500 человек, передавая факел Игр по цепочке через каждые 2,5 км.
Пятница, 18 июля. Завершающий этап эстафеты Огня. В Москве, где этап эстафеты составил около 54 км, факел встретили на развязке Минского и Можайского шоссе, затем огонь пронесли через Триумфальную арку на Кутузовском проспекте, на площади 50-летия Октября прошла торжественная церемония с участием представителей МОК, спортивных федераций, администрации Москвы. Ночь перед открытием Игр огонь провёл в здании Моссовета на улице Горького.
Суббота — 19 июля выдалась для москвичей и гостей столицы жаркой — 22 градуса тепла, солнечно.

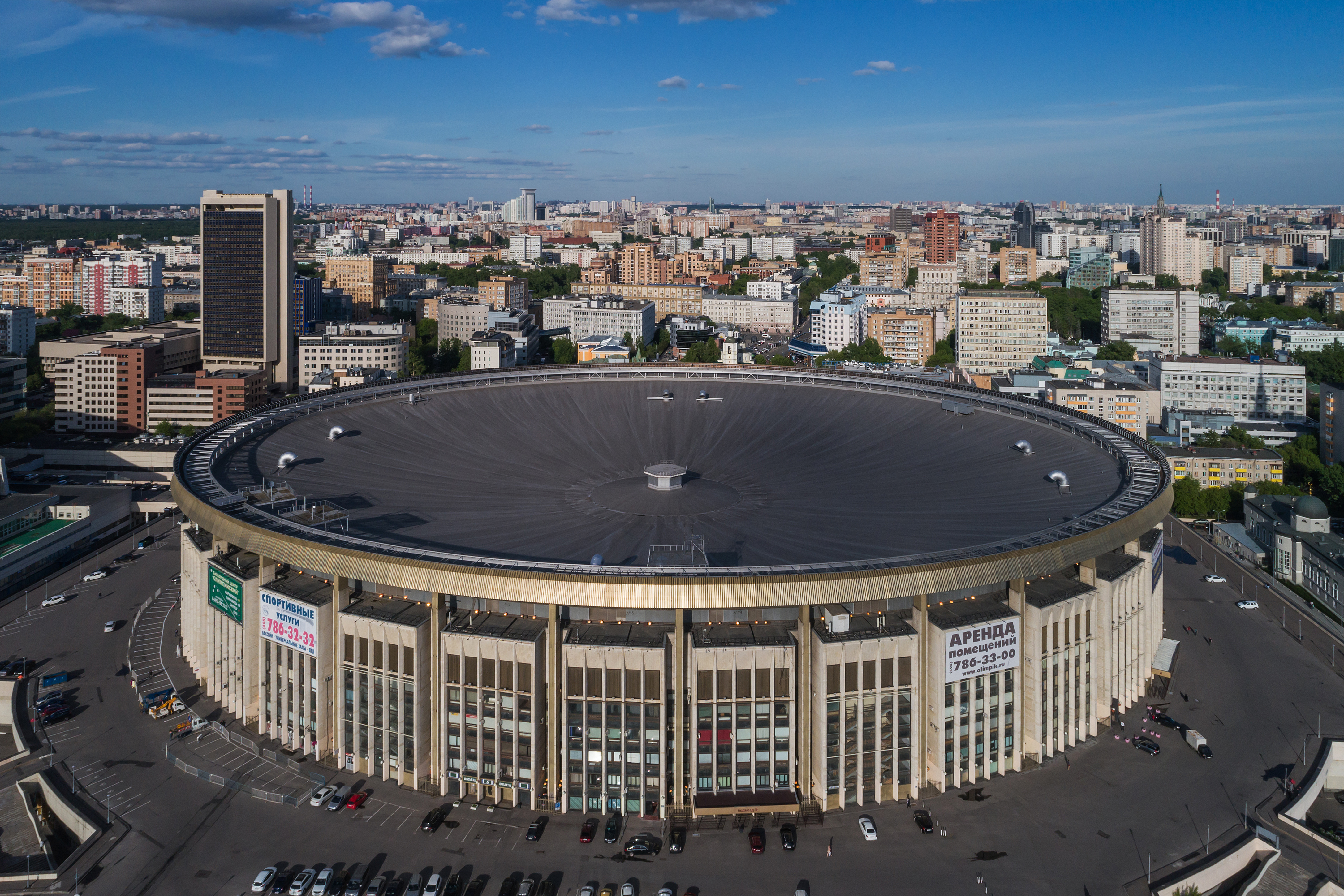
Олимпийский (спортивный комплекс, Москва)

Официально церемония открытия началась в 16:00. В день открытия огонь пронесли по проспекту Маркса, Волхонке, Метростроевской улице, Комсомольскому проспекту, после чего факелоносцы в 18:45 направились в Лужники.
Олимпийскую чашу на большой арене Лужников от пламени факела зажигал чемпион СССР по баскетболу Сергей Белов. Старт Играм был дан ровно в 19:00.

### Маршрут олимпийского огня

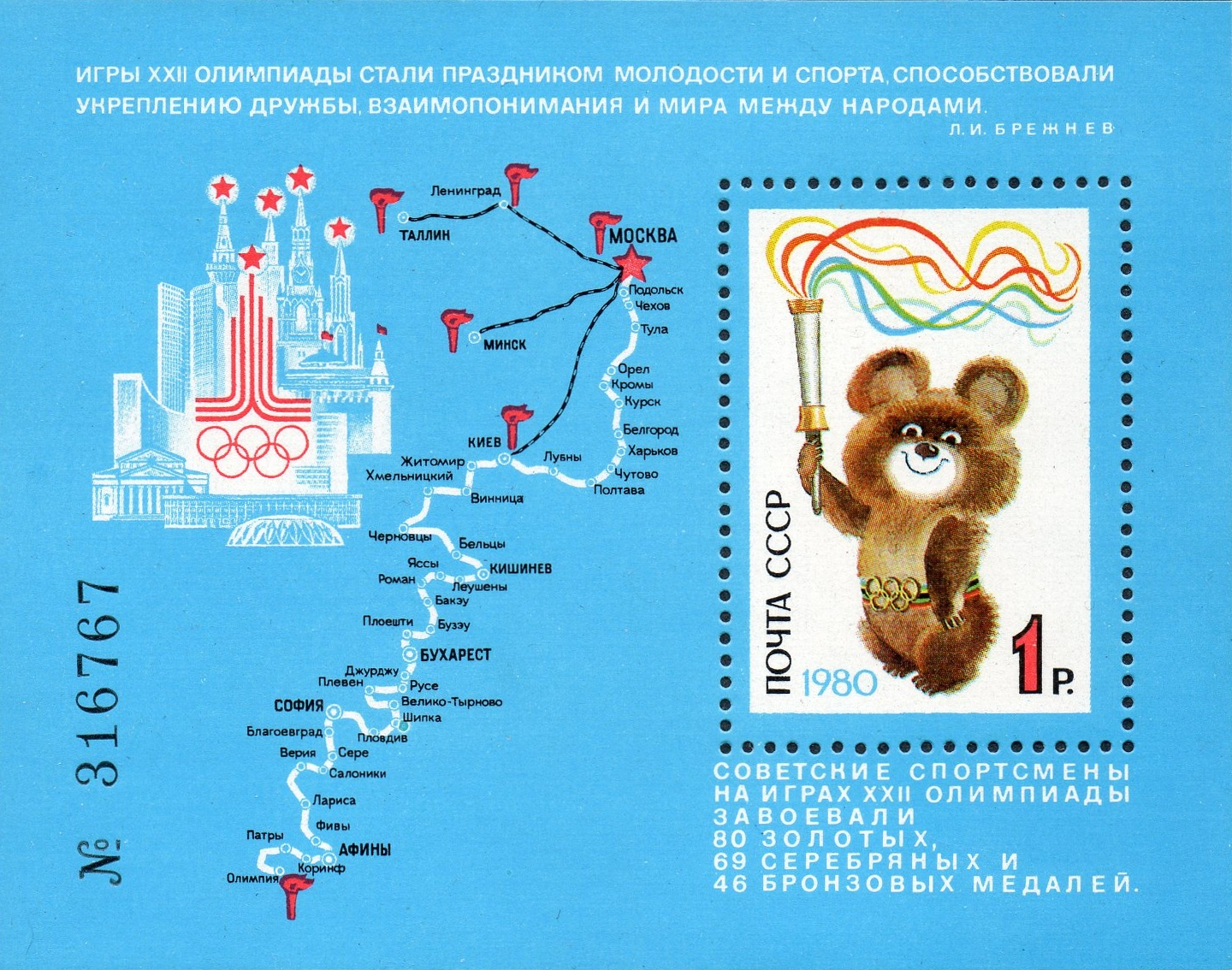
Маршрут эстафеты Олимпийского огня на почтовом блоке (Mi #5008) (СССР, 1980 год)

1. 21 июня —  Афины (Греция)
2. 26 июня —  София (Болгария)
3. 1 июля —  Бухарест (Румыния)
4. 5 июля —  Леушены (Молдавская ССР), огонь пересёк границу СССР
5. 6 июля —  Кишинёв (Молдавская ССР)
6. 11 июля —  Киев (Украинская ССР)
7. 13 июля —  Харьков (Украинская ССР)[11]
8. 16 июля —  Тула (РСФСР)
9. 17 июля —  Подольск (РСФСР)
10. 18 июля —  Москва (РСФСР)

## Организация соревнований
В 1975—1980 годах в рамках подготовки к проведению Олимпийских игр в соответствии с генеральным планом развития Москвы (а также Ленинграда, Киева, Минска и Таллина), были построены и реконструированы порядка 20 спортивных и других сооружений для проведения Олимпиады. Среди них можно выделить спортивный комплекс «Олимпийский» на проспекте Мира, Центральный стадион имени В. И. Ленина (сейчас — стадион «Лужники»), Олимпийский комплекс «Измайлово», АСК-3 телецентра «Останкино», аэропорт Шереметьево-2 (сейчас — терминал F аэропорта Шереметьево), стадион имени Кирова в Ленинграде, Республиканский стадион в Киеве, стадион «Динамо» в Минске, Таллинская телебашня, Таллинский Олимпийский центр парусного спорта. В Таллине проходили все олимпийские соревнования по парусному спорту в рамках Игр 1980 года.
Половина из всех спортивных объектов, предназначенных для Игр, была готова уже летом 1979 года. На них прошли финальные соревнования VIII летней Спартакиады народов СССР. Тогда же был испытан экран художественного фона.
Президент МОК М.Килланин отмечал, что организаторы Олимпиады-80 работают четко, уверенно, своевременно решая все важнейшие проблемы. Ему особенно нравился их рачительный, хозяйственный подход, который позволяет рентабельно использовать спортивные и другие олимпийские новостройки после Игр с максимальным коэффициентом полезного действия.
Ввиду серьёзных расходов, Леонид Брежнев был недоволен тем, что вся тяжесть затрат ляжет на бюджет СССР. Для получения дополнительных средств на проведение соревнований оргкомитетом организованы тиражи олимпийских лотерей. Вырученные от лотерей средства покрыли 25 % затрат на проведение соревнований.
В целях пропаганды Олимпийских игр и олимпийского движения в целом на территории СССР была разработана программа выпуска спортивной литературы, серии спортивных марок, монет, значков, плакатов и сувениров.

## Символика

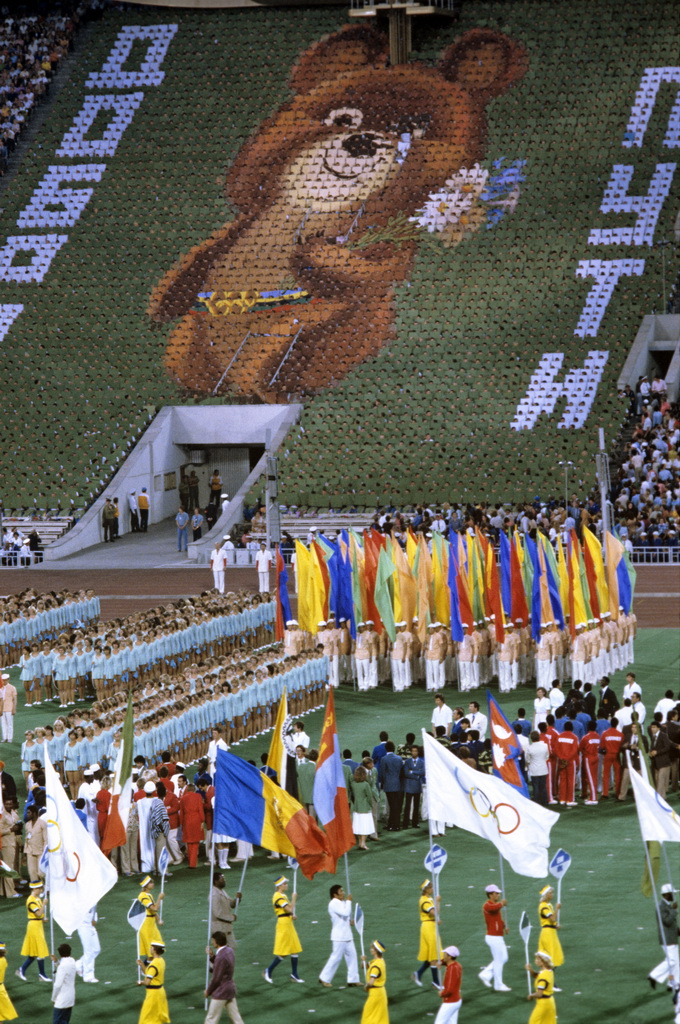
Изображение талисмана московской Олимпиады — Олимпийского Мишки во время торжественного закрытия XXII летних Олимпийских игр. Центральный стадион имени В. И. Ленина. СССР, Москва

Талисманом московской Олимпиады стал Олимпийский Мишка, автор эмблемы — московский иллюстратор детских книг Виктор Чижиков.
Талисманом соревнований яхтсменов в Таллине являлся тюлень Вигри.
15 июля 1976 года на 78-й сессии МОК в Монреале была утверждена эмблема в качестве официального символа Игр XXII Олимпиады в Москве. Автор эмблемы (пять олимпийских колец, переплетённых в основании, и устремлённые вверх линии, символизирующие спортивные дорожки, со звездой вверху — стилизация Спасской башни Кремля) — В. Арсентьев, впоследствии (с 1976 года) ставший студентом Строгановского училища. Эмблема дорабатывалась В. Акоповым и В. Дьяконовым.
Авторство В. Арсентьева оспаривалось Виктором Никитиченко, однако подлинность авторства В. Арсентьева подтверждается многочисленными документами и архивом эскизных проработок. Логотип Олимпиады-80 был признан одним из лучших образцов советского дизайна и включён в монографию «Строгановка. 190 лет русского дизайна.»
Систему пиктограмм для всех видов спорта разработал и запатентовал ленинградский художник Николай Белков.

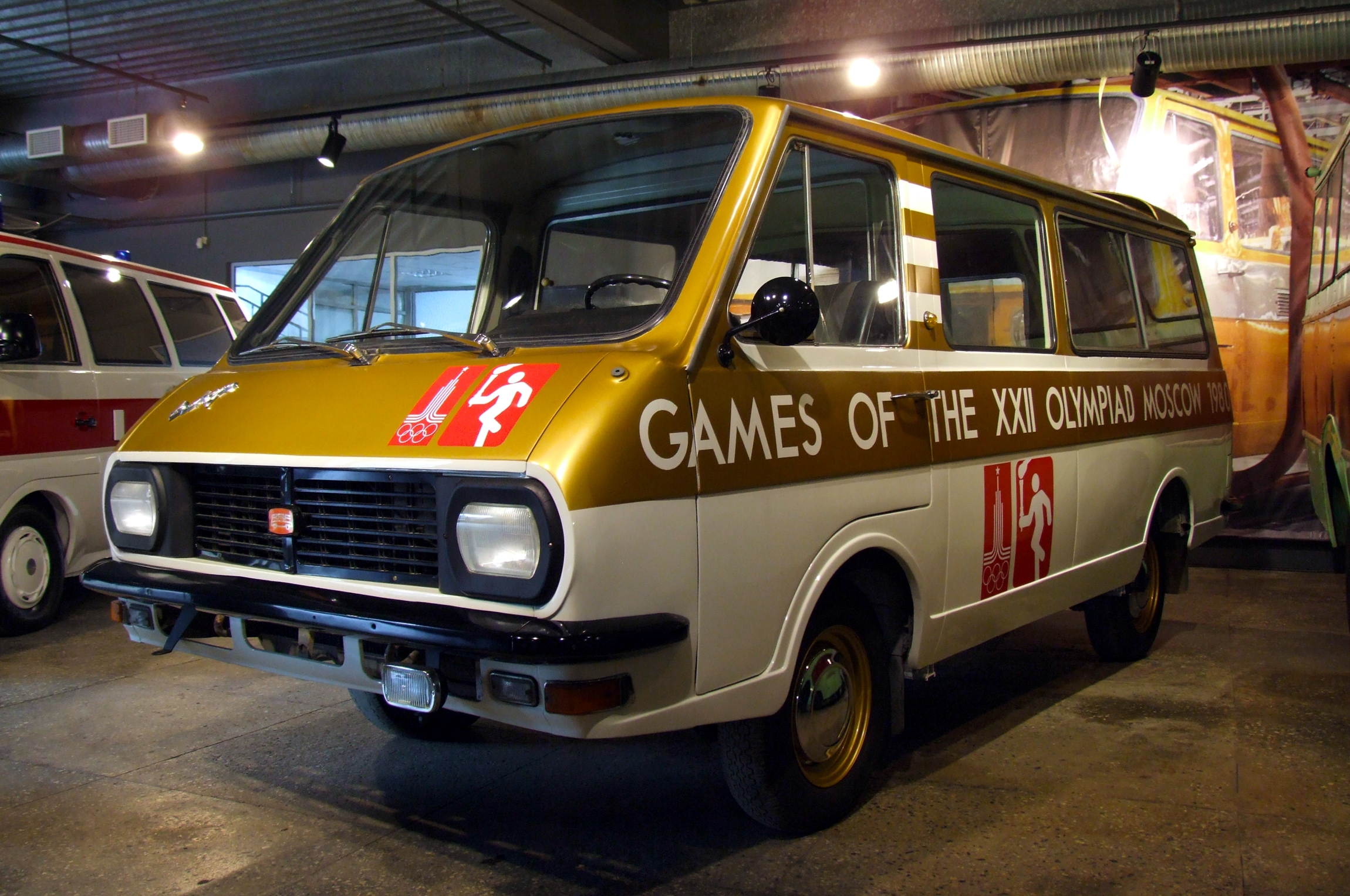
РАФ — 2907 (2203) в исполнении для Олимпиады-80

Разработку дизайна и устройства факела Олимпиады-80 вначале поручили японской компании, являвшейся одним из спонсоров московских Игр. Но предложенный вариант факела в форме тростника не понравился и ответственное задание перепоручили Ленинградскому машиностроительному заводу имени Климова. Японцы извинились и выплатили неустойку в 30 тысяч долларов.
Факел Олимпиады был разработан в рекордно короткие сроки, за один месяц. Художники Мухинского училища разработали дизайн факела, а на заводе имени Климова под контролем Бориса Тучина собрали.
В первых вариантах факела было решено использовать канадскую модель поджига — на жидком топливе со сменяющейся головкой. Но затем конструкцию изменили на газовую — факел имел ёмкость со сжиженным газом, продуманную систему смешивания его с воздухом и защиты горения пламени от порывов ветра. Так как на солнце газовое пламя было прозрачно и плохо видно, в верхней части имелось место для ампулы с оливковым маслом для придания огню красивого розового оттенка и ароматизации. Факел был достаточно удобным и технологичным: 550 миллиметров в длину и весом 900 граммов. Материалы: алюминий, сталь, газовый баллон из капрона.

## Объекты, построенные и реконструированные к Играм

### Москва

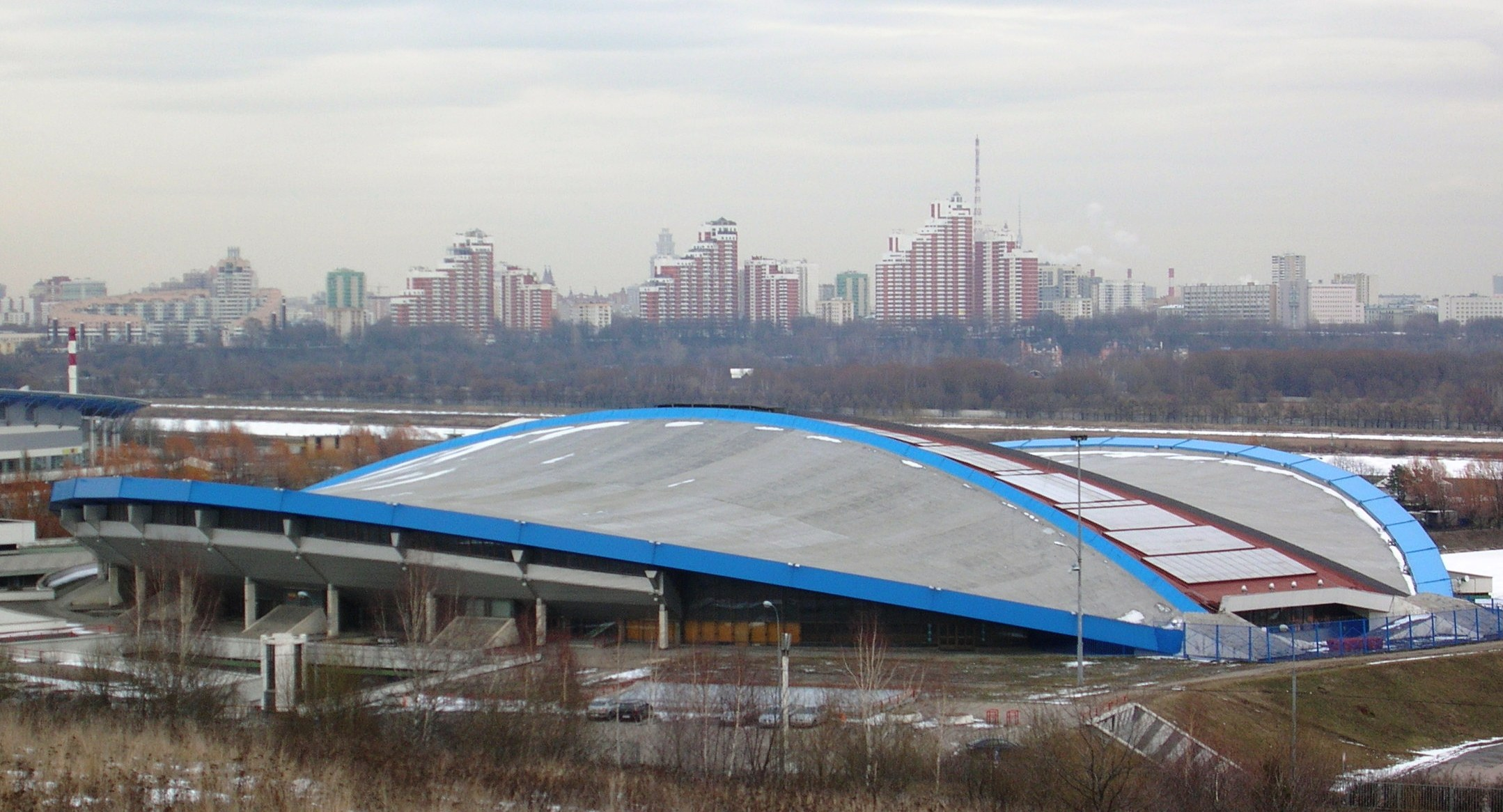
Велотрек в Крылатском. Спортивный комплекс был построен специально для Игр

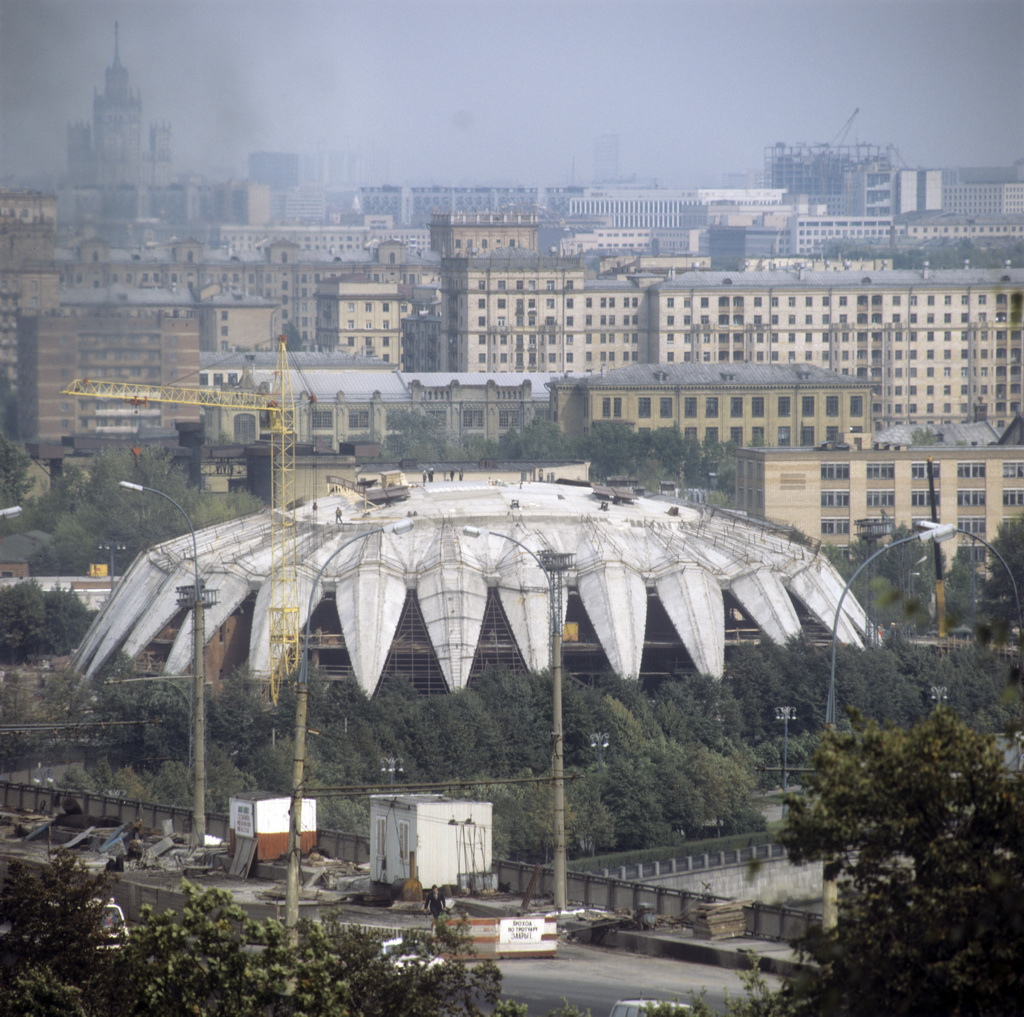
1978 год: в Лужниках к Олимпиаде строится УСК «Дружба»

Всего специально к Олимпиаде построено 78 объектов, среди которых:
- Спортивный комплекс «Олимпийский» (снесён в 2019—2020 годах, по состоянию на 2025 год шло строительство нового спорткомплекса на том же месте),
- Крытый велотрек в Крылатском,
- Кольцевая велотрасса на Крылатских холмах длиной 13,6 км,
- Конноспортивный комплекс в Битцевском лесу,
- Дворец спорта «Динамо» на улице Лавочкина,
- Терминал № 2 аэропорта Шереметьево,
- Гостиница «Космос»,
- Гостиничный комплекс «Измайлово»,
- Гостиничный комплекс Центральный дом туриста
- Гостиница «Салют»
- Олимпийская деревня,
- Новый корпус телецентра Останкино — ОТРК (Олимпийский телерадиокомплекс),
- Олимпийский пресс-центр на Зубовском бульваре (ныне — здание РИА Новости)

Проведена реконструкция сооружений и территорий. Среди них:
- Центральный стадион имени В. И. Ленина в Лужниках,
- Центральный стадион «Динамо»,
- Гребной канал в Крылатском,
- Дворец спорта «Сокольники»
- Стрельбище «Динамо» в Мытищах (закрыто в 2016 году и снесено)

### Другие города

Таллинский Олимпийский центр парусного спорта в 2005 году

В 1975—1980 годах в рамках подготовки к проведению Олимпийских игр в соответствии с генеральными планами развития Ленинграда, Киева, Минска и Таллина, были построены и реконструированы порядка 15 спортивных и других сооружений для проведения Олимпиады. Среди них можно выделить стадион имени Кирова в Ленинграде (снесён в 2006—2007 гг. и в 2007—2017 гг. построен стадион «Газпром-Арена»), НСК «Олимпийский» в Киеве (реконструирован в 2010—2011 гг.), стадион «Динамо» в Минске (реконструирован в 2012—2018 гг.), таллинскую телебашню и олимпийский центр парусного спорта в Таллине.

## Меры по обеспечению безопасности
В июне 1977 года в 5-м управлении КГБ СССР был образован 11-й отдел, задачей которого являлось «осуществление оперативно-чекистских мероприятий по срыву подрывных акций противника и враждебных элементов в период подготовки и проведения летних Олимпийских игр в Москве». Также за обеспечение безопасности на всех объектах Игр отвечали бойцы группы «А» («Альфа») Седьмого управления КГБ СССР.

## Результаты и олимпийские виды спорта

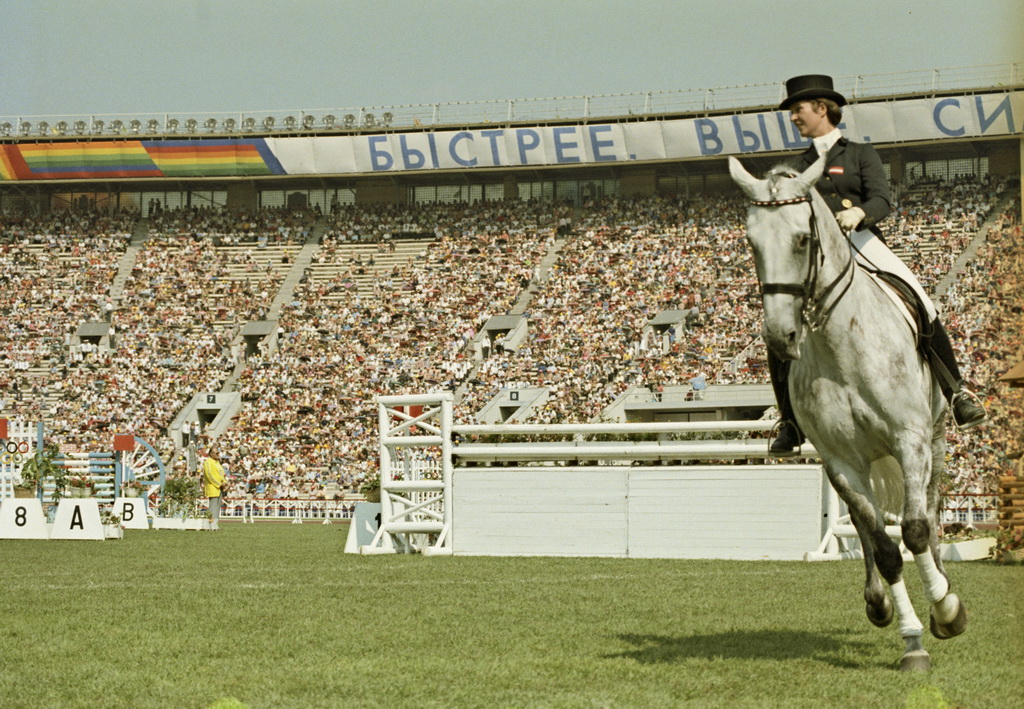
Австрийка Элизабет Тойрер выиграла золото в индивидуальном турнире по выездке

Соревнования проводили по 23 олимпийским видам спорта. В скобках указано количество разыгрываемых комплектов наград в данном виде спорта.
- Академическая гребля (14)
- Баскетбол (2)
- Бокс (11)
- Борьба (20)
- Велоспорт (6)
- Водное поло (1)
- Волейбол (2)
- Гандбол (2)
- Гребля на байдарках и каноэ (11)
- Дзюдо (8)
- Конный спорт (6)
- Лёгкая атлетика (38)
- Парусный спорт (6)
- Плавание (26)
- Прыжки в воду (4)
- Современное пятиборье (2)
- Спортивная гимнастика (14)
- Стрельба из лука (2)
- Стрельба (7)
- Тяжёлая атлетика (10)
- Фехтование (8)
- Футбол (1)
- Хоккей на траве (2)

В общей сложности было разыграно 203 комплекта наград. Из них 150 в личных дисциплинах, и 53 в командных соревнованиях. По сравнению с предыдущими играми на играх в Москве дебютировали новые дисциплины, это:
- Лёгкая атлетика — ходьба на 50 километров (вернули в олимпийскую программу).
- Тяжёлая атлетика — 1-я весовая категория, наилегчайший вес.
- Дзюдо — на предыдущих играх соревнования проводили в 6 весовых категориях, начиная с Игр в Москве в 8 новых категориях.
- Хоккей на траве — турнир женских сборных.

Наибольшее количество наград было разыграно в лёгкой атлетике — 114 и плавании — 78.

## Бойкот Игр

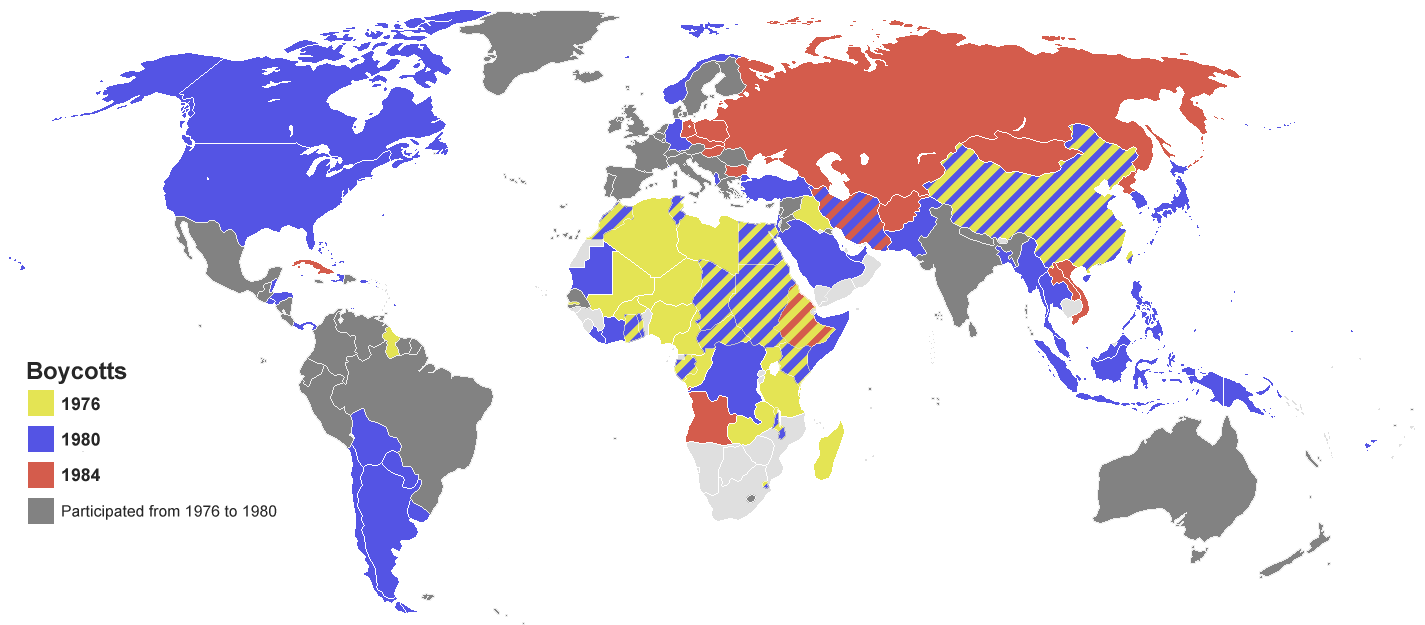
«Карта бойкота» Игр в Москве 1980 года (помечено синим)

Вследствие обострившегося политического противостояния между государствами Варшавского договора и НАТО, вызванного вводом советских войск на территорию Афганистана, некоторые страны объявили бойкот Играм. Участие в Играх не приняли спортсмены из 65 государств, среди которых были США, Канада, Турция, Республика Корея, Япония, Египет, ФРГ, чьи спортсмены традиционно сильны в летних олимпийских видах спорта. Китай также планировал принять участие в летних Играх (зимой 1980 года китайцы уже выступили на Играх в Лейк-Плэсиде) впервые за несколько десятилетий, но бойкотировал Олимпиаду в Москве.
Некоторые спортсмены из Великобритании, Франции и Греции приехали на Игры в индивидуальном порядке по разрешению своих олимпийских комитетов. Самое большое количество спортсменов из стран Западной Европы было из Италии, из этой страны не приехали спортсмены-военнослужащие.
На церемонии открытия и закрытия Олимпиады 14 команд (Австралия, Андорра, Бельгия, Великобритания, Нидерланды, Дания, Ирландия, Италия, Люксембург, Португалия, Пуэрто-Рико, Сан-Марино, Франция и Швейцария) шли не под национальными флагами, а под флагом МОК. При этом на табличках, которые несли перед флагами, у некоторых из этих стран были написаны не названия самих государств, а названия НОК, например, НОК Италии; у Великобритании делегация шла вслед за табличкой «Британская ОА».
Команда Новой Зеландии также шла не под национальным флагом, а под флагом Новозеландской ассоциации Олимпийских игр и Игр Содружества (англ. New Zealand Olympic and Commonwealth Games Association, NZOCGA), похожим на флаг МОК, только не обычного белого цвета, а чёрного цвета с изображением белых олимпийских колец. Испанцы также шли под белым флагом с небольшой эмблемой НОК Испании (исп. Comité Olímpico Español) посередине в виде олимпийских колец и испанского флага под ними. При вручении медалей атлетам из этих стран звучали не национальные гимны, а гимн МОК. Под национальными флагами из стран Западной Европы выступали команды Австрии, Греции, Мальты, Финляндии, Швеции, Исландии и Кипра.
На церемонии закрытия Игр в Москве вместо звёздно-полосатого флага США был поднят флаг города Лос-Анджелес.
В американском городе Филадельфия 16 июля, за 3 дня до открытия московской Олимпиады, стартовали так называемые «Олимпийские игры бойкота» (англ. Olympic Boycott Games, официально — Liberty Bell Classic), в которых приняли участие атлеты из 29 стран, бойкотировавших игры в Москве, в том числе из США, Китая, Канады, Египта, Таиланда, ФРГ, Кении, Судана. Через 4 года, во время бойкота странами социалистического лагеря Олимпиады в Лос-Анджелесе, будут проведены похожие соревнования под названием «Дружба-84».
С другой стороны, игры в Москве прошли на фоне возвращения в олимпийскую семью 24 государств Африки, в свою очередь бойкотировавших предыдущую Олимпиаду в Монреале.
Не участвовавшие страны (откуда спортсмены не приехали и в индивидуальном порядке)
| - Албания - Антигуа и Барбуда - Аргентина - Багамские Острова - Бангладеш - Барбадос - Бахрейн - Белиз - Бермуды - Боливия - Американские Виргинские Острова - Габон - Гаити - Гамбия - Гана - Гондурас - Гонконг - Египет - Израиль - Индонезия - Иран - ФРГ | - Заир - Каймановы острова - Канада - Катар - Кения - Китай - Кот-д’Ивуар - Либерия - Лихтенштейн - Мавритания - Маврикий - Малави - Малайзия - Марокко - Монако - Нигер - Нидерландские Антильские острова - Норвегия - ОАЭ - Пакистан - Панама - Папуа — Новая Гвинея | - Парагвай - Сальвадор - Саудовская Аравия - Эсватини - Сингапур - США - Сомали - Судан - Суринам - Таиланд - Тайвань - Того - Тунис - Турция - Уругвай - Фиджи - Филиппины - ЦАР - Чад - Чили - Республика Корея - Япония |  |

## Участники Игр

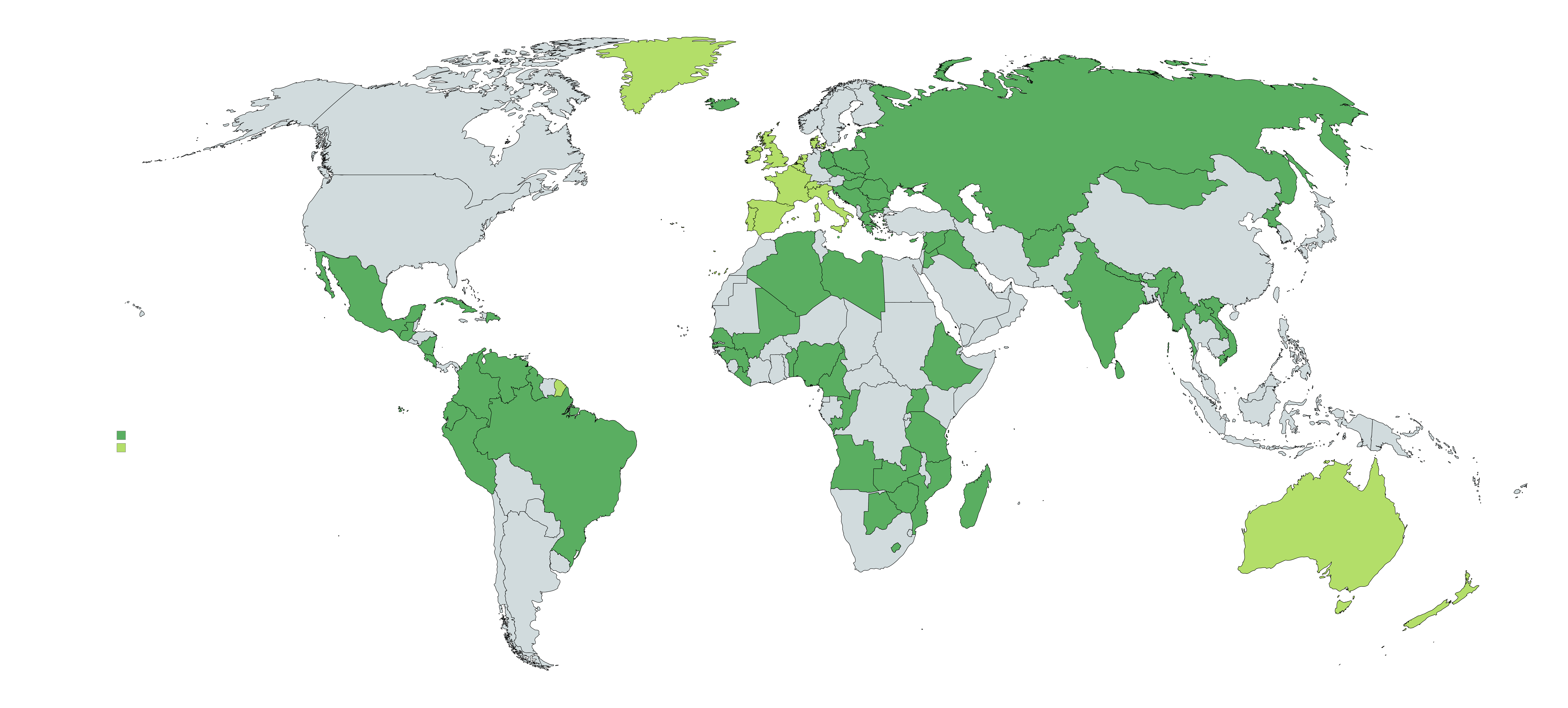
карта стран участниц в летних олимпийских играх 1980:
под национальным флагом
под олимпийским флагом

Впервые в своей истории в Олимпийских играх участвовали Ангола, Ботсвана, Иордания, Лаос, Мозамбик и Сейшельские Острова. Кипр дебютировал на летних Играх (ранее в 1980 году Кипр участвовал в зимней Олимпиаде в Лейк-Плэсиде). Под новыми названиями впервые на Олимпийских играх выступили Шри-Ланка (ранее — Цейлон), Бенин (ранее — Дагомея) и Зимбабве (ранее — Родезия).
Всего в московской Олимпиаде приняли участие спортсмены из 80 стран, и по количеству участников Москва-1980 уступила сразу пяти предыдущим летним Олимпиадам. Меньше участников (67) в последний раз на летних Играх было в 1956 году в Мельбурне.
Указаны флаги, под которыми команды выступали на Играх в Москве
- Австралия
- Австрия
- Алжир
- Ангола
- Андорра
- Афганистан
- Бельгия
- Бенин
- Бирма
- Болгария
- Ботсвана
- Бразилия
- Великобритания
- Венгрия
- Венесуэла
- Вьетнам
- Гайана
- Гватемала
- Гвинея
- ГДР
- Греция
- Дания
- Доминиканская Республика
- Замбия
- Зимбабве
- Индия
- Иордания
- Ирак
- Ирландия
- Исландия
- Испания[27][33]
- Италия[27]
- Камерун
- Кипр
- Колумбия
- Республика Конго
- КНДР
- Коста-Рика
- Куба
- Кувейт
- Лаос
- Лесото
- Либерия[1]
- Ливан
- Ливия
- Люксембург
- Мадагаскар
- Мали
- Мальта
- Мексика
- Мозамбик
- Монголия
- Непал
- Нигерия
- Нидерланды
- Никарагуа
- Новая Зеландия[27][34]
- Перу
- Польша
- Португалия
- Пуэрто-Рико
- Румыния
- Сан-Марино
- Сейшелы
- Сенегал
- Сирия
- СССР
- Сьерра-Леоне
- Танзания
- Тринидад и Тобаго
- Уганда
- Финляндия
- Франция
- Чехословакия
- Швейцария
- Швеция
- Шри-Ланка
- Эквадор
- Эфиопия
- Югославия
- Ямайка

## Церемония открытия

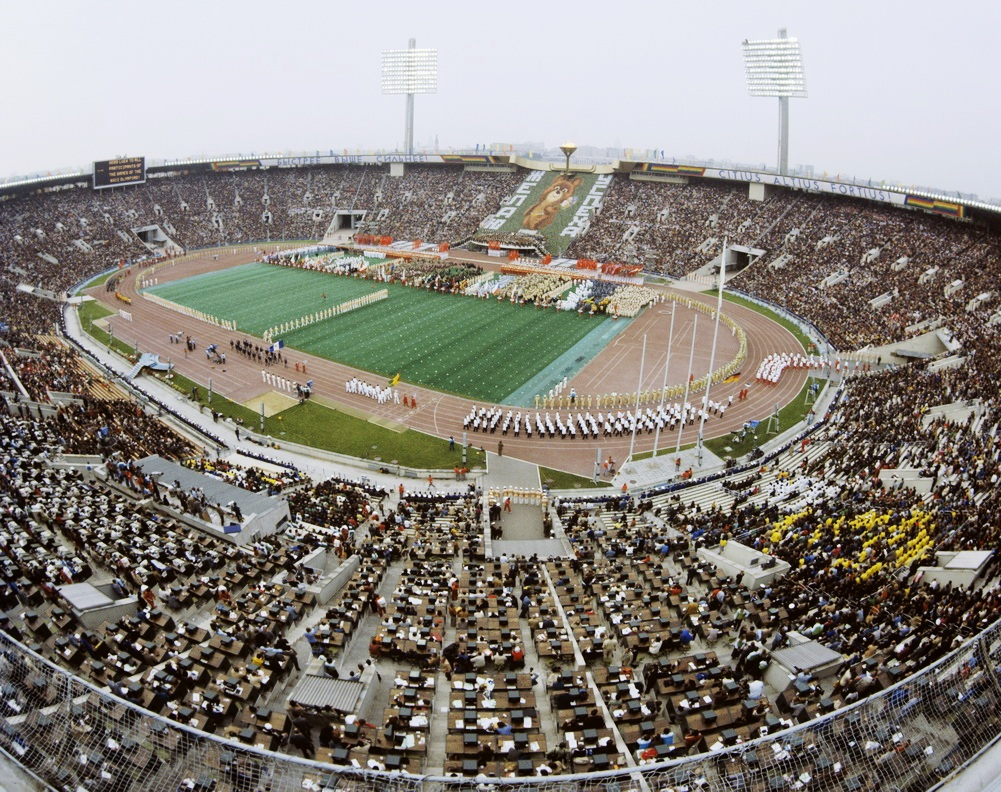
Центральный стадион имени В. И. Ленина, центральная арена Игр, на которой прошло открытие и закрытие: парад участников

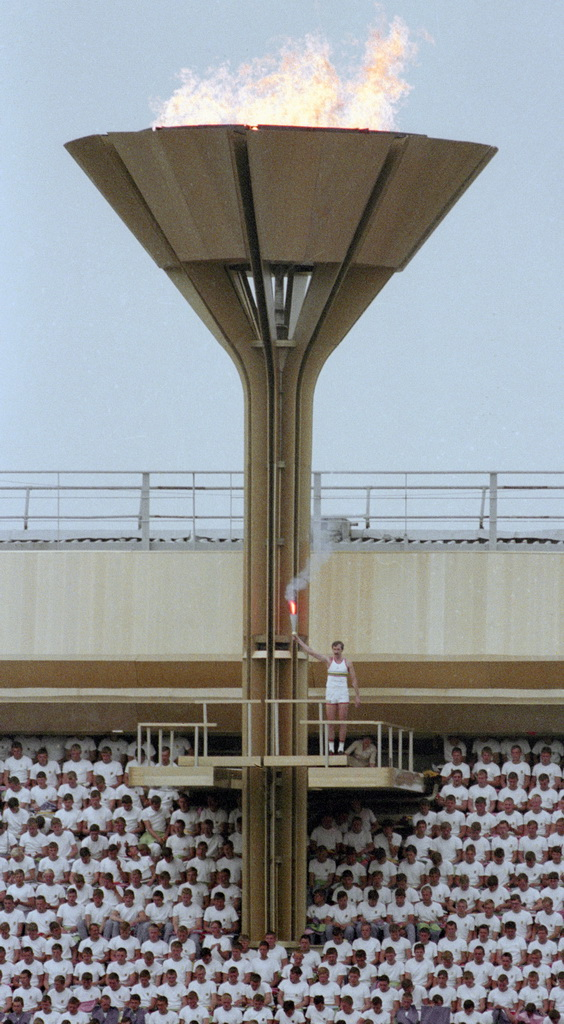
Сергей Белов зажёг огонь московской Олимпиады

По просьбе Оргкомитета Игр XXII Олимпиады Всесоюзный научно-исследовательский институт гидрометеорологической информации изучил результаты наблюдений московской погоды почти за 100 лет. Был сделан вывод, что самая тёплая и ясная погода летом в Москве бывает во второй половине июля — начале августа. Именно в эти сроки было решено провести олимпийские соревнования. Открытие Игр XXII Олимпиады состоялось 19 июля 1980 года. Местом проведения церемонии открытия была выбрана Большая спортивная арена Центрального стадиона имени В. И. Ленина.
Первым на стадионе в Лужниках появился трёхкратный олимпийский чемпион Виктор Санеев, который внёс на стадион факел с олимпийским огнём. Сделав круг по дорожке стадиона, он передал факел советскому баскетболисту, олимпийскому чемпиону-1972 Сергею Белову.
Над рядами Восточной трибуны возникла импровизированная дорожка из белоснежных щитов. Белов пробежал по ней, подняв пылающий факел высоко над головой. От имени всех участников олимпийскую клятву произнёс герой Игр в Монреале гимнаст Николай Андрианов, а от имени судей клятву принёс прославленный советский борец Александр Медведь. На информационном табло стадиона появилось изображение советских космонавтов Леонида Попова и Валерия Рюмина — экипажа космического корабля «Союз-35». Они из космоса обратились с приветствием к олимпийцам и пожелали им счастливых стартов.
Одна за другой национальные олимпийские команды проследовали по беговой дорожке стадиона в традиционном марше приветствия. Президент МОК лорд Килланин поблагодарил приехавших, несмотря на бойкот, атлетов. Затем Генеральный секретарь ЦК КПСС, председатель Президиума Верховного Совета СССР Леонид Брежнев объявил XXII летние Олимпийские игры открытыми.
В танцевальных и спортивных сюжетах церемонии открытия, длившейся около трёх часов, участвовало свыше 16 тысяч спортсменов, самодеятельных и профессиональных артистов. Комментировали церемонию Валентина Леонтьева и Александр Каверзнев.

## Церемония закрытия

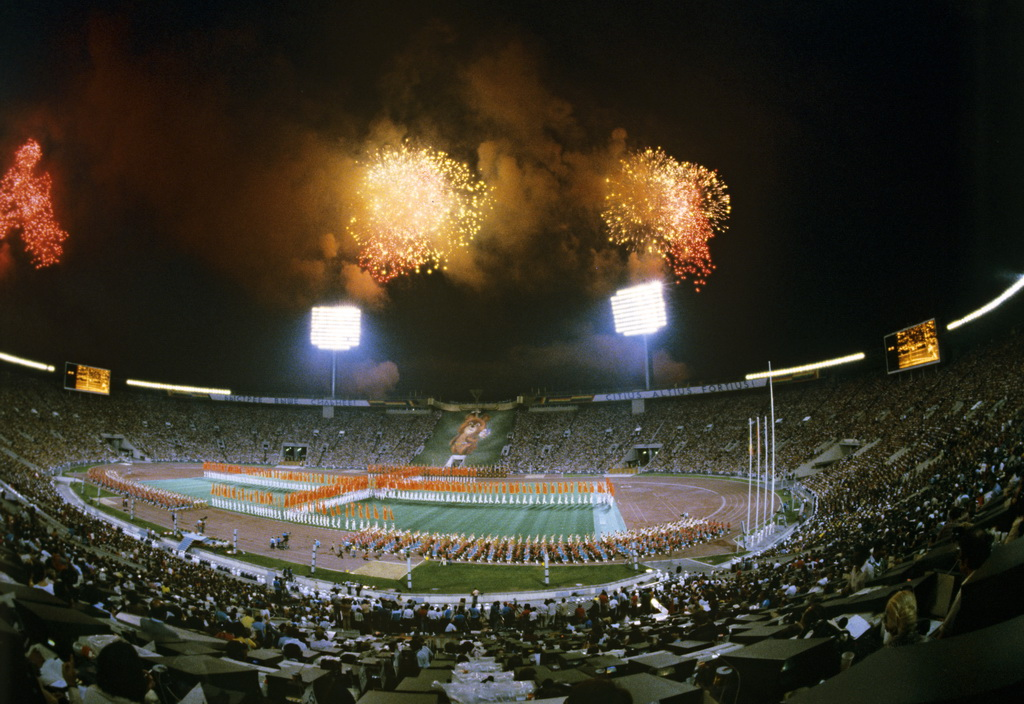
Праздничный фейерверк. Торжественное закрытие XXII летних Олимпийских игр

Торжественное закрытие Игр XXII Олимпиады состоялось 3 августа на Центральном стадионе имени В. И. Ленина. Белый Олимпийский флаг был медленно опущен под звуки Олимпийского гимна. К чаше с Олимпийским огнём под исполнение оды Э. Артемьева «О спорт — ты вечный прогресс» подошли девушки в туниках и образовали композицию, напоминающую древнегреческую фреску. Олимпийский огонь в чаше медленно угасал.
На экране художественного фона, выполненного из цветных щитов, возник образ Миши, символа Олимпиады-80. Появилась надпись «Доброго пути!», и из глаза медведя покатилась слеза. На арену стадиона вступил оркестр, выполнивший под звуки марша ряд перестроений. Затем на поле стадиона вышли спортсмены, которые синхронно выполнили упражнения, каждый из своего вида спорта.

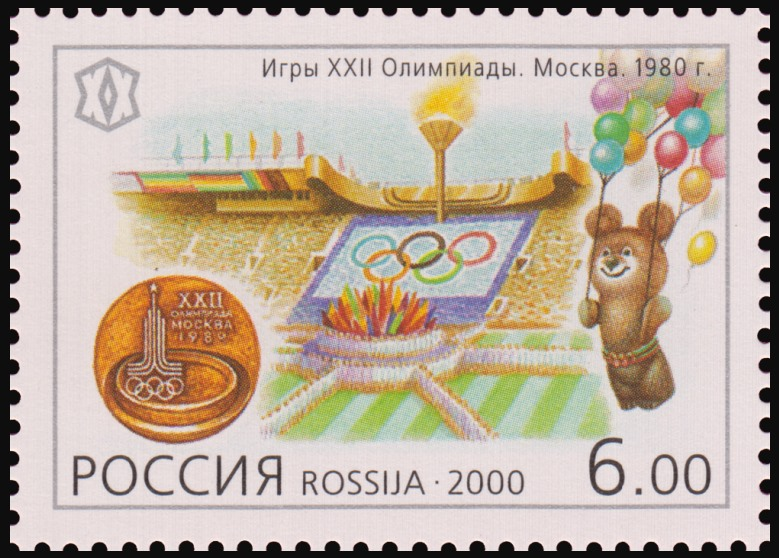
Улетающий в небо Мишка на марке России 2000 года

В самом конце церемонии закрытия, гостей и телезрителей ждал сюрприз, который помнят до сих пор. На середину стадиона, ухватившись за разноцветные воздушные шары, под песню композитора Александры Пахмутовой на стихи Николая Добронравова «До свидания, Москва» в исполнении Льва Лещенко, Татьяны Анциферовой и ВИА «Пламя» (также на церемонии была использована версия песни в исполнении только «Пламени») выплыл огромный Миша — олимпийский символ. Он помахал на прощание лапой и стал медленно подниматься над стадионом до тех пор, пока не исчез в ночном небе.
Во время исполнения песни многие зрители плакали.

Разработку сценария церемоний открытия и закрытия Московских Олимпийских игр, всю режиссёрскую работу по их подготовке и проведению осуществила постановочная группа, которую возглавляли Иосиф Туманов и главный режиссёр спортивной части сценариев Борис Петров. Заместитель главного режиссёра Михаил Перльман. Постановка спортивных танцев — Юрий Григорович. Комментаторы — Александр Иваницкий и Николай Озеров.

## Календарь
| ● | Церемония открытия |  | Квалификация | ● | Финал | ● | Церемония закрытия |

| Дата                         | Июль  | Июль  | Июль  | Июль  | Июль  | Июль  | Июль  | Июль  | Июль  | Июль  | Июль  | Июль  | Июль  | Август | Август | Август |
| Дата                         | 19 СБ | 20 ВС | 21 ПН | 22 ВТ | 23 СР | 24 ЧТ | 25 ПТ | 26 СБ | 27 ВС | 28 ПН | 29 ВТ | 30 СР | 31 ЧТ | 1 ПТ   | 2 СБ   | 3 ВС   |
| ---------------------------- | ----- | ----- | ----- | ----- | ----- | ----- | ----- | ----- | ----- | ----- | ----- | ----- | ----- | ------ | ------ | ------ |
| Стрельба из лука             |       |       |       |       |       |       |       |       |       |       |       |       |       |        | ●      |        |
| Лёгкая атлетика              |       |       |       |       |       | ●     | ●     | ●     | ●     | ●     |       | ●     | ●     | ●      |        |        |
| Баскетбол                    |       |       |       |       |       |       |       |       |       |       |       | ●     |       |        |        |        |
| Бокс                         |       |       |       |       |       |       |       |       |       |       |       |       |       |        | ●      |        |
| Гребля на байдарках и каноэ  |       |       |       |       |       |       |       |       |       |       |       |       |       | ●      | ●      |        |
| Велоспорт                    |       | ●     |       | ●     |       | ●     |       | ●     |       | ●     |       |       |       |        |        |        |
| Прыжки в воду                |       |       | ●     |       | ●     |       |       | ●     |       | ●     |       |       |       |        |        |        |
| Конный спорт                 |       |       |       |       |       |       |       |       | ●     |       | ●     |       | ●     | ●      |        | ●      |
| Фехтование                   |       |       |       |       | ●     | ●     | ●     | ●     | ●     | ●     | ●     |       | ●     |        |        |        |
| Хоккей на траве              |       |       |       |       |       |       |       |       |       |       | ●     |       | ●     |        |        |        |
| Футбол                       |       |       |       |       |       |       |       |       |       |       |       |       |       |        | ●      |        |
| Спортивная гимнастика        |       |       |       | ●     | ●     | ●     | ●     |       |       |       |       |       |       |        |        |        |
| Гандбол                      |       |       |       |       |       |       |       |       |       |       |       | ●     |       |        |        |        |
| Дзюдо                        |       |       |       |       |       |       |       | ●     | ●     | ●     | ●     | ●     | ●     | ●      | ●      |        |
| Современное пятиборье        |       |       |       |       |       | ●     |       |       |       |       |       |       |       |        |        |        |
| Академическая гребля         |       |       |       |       |       |       |       | ●     | ●     |       |       |       |       |        |        |        |
| Парусный спорт               |       |       |       |       |       |       |       |       |       |       | ●     |       |       |        |        |        |
| Стрельба                     |       | ●     | ●     | ●     | ●     | ●     | ●     | ●     |       |       |       |       |       |        |        |        |
| Плавание                     |       | ●     | ●     | ●     | ●     | ●     |       | ●     | ●     |       |       |       |       |        |        |        |
| Волейбол                     |       |       |       |       |       |       |       |       |       |       | ●     |       |       | ●      |        |        |
| Водное поло                  |       |       |       |       |       |       |       |       |       |       | ●     |       |       |        |        |        |
| Тяжёлая атлетика             |       | ●     | ●     | ●     | ●     | ●     |       | ●     | ●     | ●     | ●     | ●     |       |        |        |        |
| Борьба                       |       |       |       | ●     | ●     | ●     |       |       |       |       | ●     | ●     | ●     |        |        |        |
| Количество комплектов наград |       | 5     | 7     | 10    | 12    | 19    | 15    | 22    | 22    | 10    | 16    | 14    | 11    | 19     | 20     | 1      |
| Церемонии                    | ●     |       |       |       |       |       |       |       |       |       |       |       |       |        |        | ●      |
| Дата                         | 19 СБ | 20 ВС | 21 ПН | 22 ВТ | 23 СР | 24 ЧТ | 25 ПТ | 26 СБ | 27 ВС | 28 ПН | 29 ВТ | 30 СР | 31 ЧТ | 1 ПТ   | 2 СБ   | 3 ВС   |
| Дата                         | Июль  | Июль  | Июль  | Июль  | Июль  | Июль  | Июль  | Июль  | Июль  | Июль  | Июль  | Июль  | Июль  | Август | Август | Август |

## Состязания и герои Игр
Несмотря на отсутствие на играх большого числа высококлассных спортсменов из стран, бойкотировавших соревнования, Олимпиада оказалась необычайно щедрой на высокие достижения. За 14 дней соревнований спортсмены, представляющие все 5 континентов, установили 74 олимпийских, 39 европейских и 36 мировых рекордов.
- Советский стрелок Александр Мелентьев установил мировой рекорд по стрельбе из пистолета на 50 м (581 очко), который никто не мог побить 34 года.
- Советский пловец Владимир Сальников завоевал три золотых медали. На дистанции 1500 метров вольным стилем он впервые выплыл из 15 минут — 14 минут 58,27 секунды.
- Гимнаст Александр Дитятин выиграл 8 медалей в восьми видах гимнастической программы, из них 3 золотые. До него это не удавалось никому из гимнастов.
- Советские саблисты Виктор Кровопусков и Виктор Сидяк выиграли в Москве свои четвёртые золотые олимпийские награды. Причём Кровопусков на второй Олимпиаде подряд первенствовал как в личном, так и командном зачёте, а Сидяк не уехал без золотой медали с 4-й подряд Олимпиады.
- 18-летняя восточногерманская спортсменка Биргит Фишер выиграла заезд байдарок-одиночек на 500 м. Это стало первой из 8 её золотых олимпийских медалей, последнюю из которых она завоюет через 24 года на Олимпиаде в Афинах.
- Советская гимнастка Нелли Ким к 3 золотым олимпийским медалям Монреаля-76 добавила 2 золота в Москве (в командном первенстве и вольных упражнениях). Такое же достижение на счёту румынки Нади Команечи, которая выиграла в Москве упражнения на бревне и разделила золото с Нелли Ким в вольных упражнениях, став 5-кратной олимпийской чемпионкой. Советская гимнастка Елена Давыдова стала абсолютной чемпионкой Олимпиады в личном зачёте .
- Самым юным участником Олимпиады (согласно официальным документам) стал 13-летний ангольский пловец Жорже Лима (род. 13 июля 1967), который принял участие в предварительных заплывах на 100 и 200 м вольным стилем и 100 м на спине, в которых занял последние места. Кроме того в составе сборной Анголы Лима выступил в эстафете 4×100 м вольным стилем, где также занял последнее место в предварительном заплыве[36].
- Самым возрастным участником Олимпиады (согласно официальным документам) стал 70-летний болгарский яхтсмен Красимир Крыстев (род. 10 января 1910). Интересно, что и для самого юного, и для самого возрастного спортсмена Игры в Москве стали единственными в карьере[36].

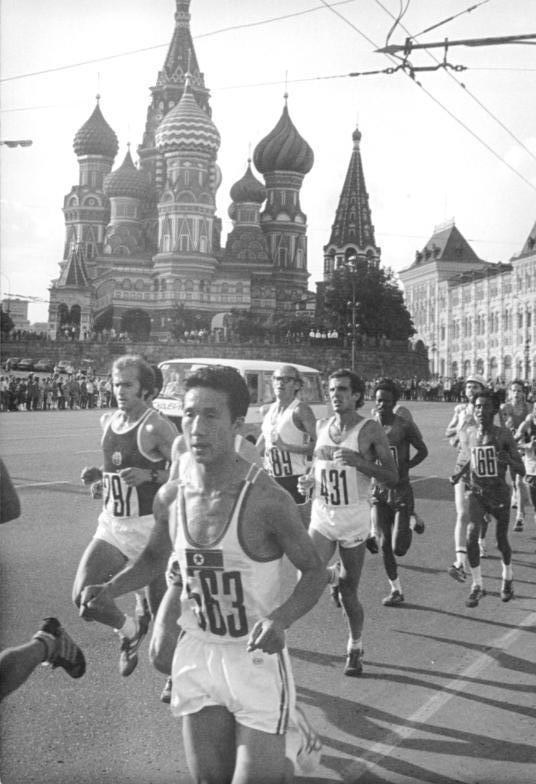
Марафон в центре Москвы. 1 августа
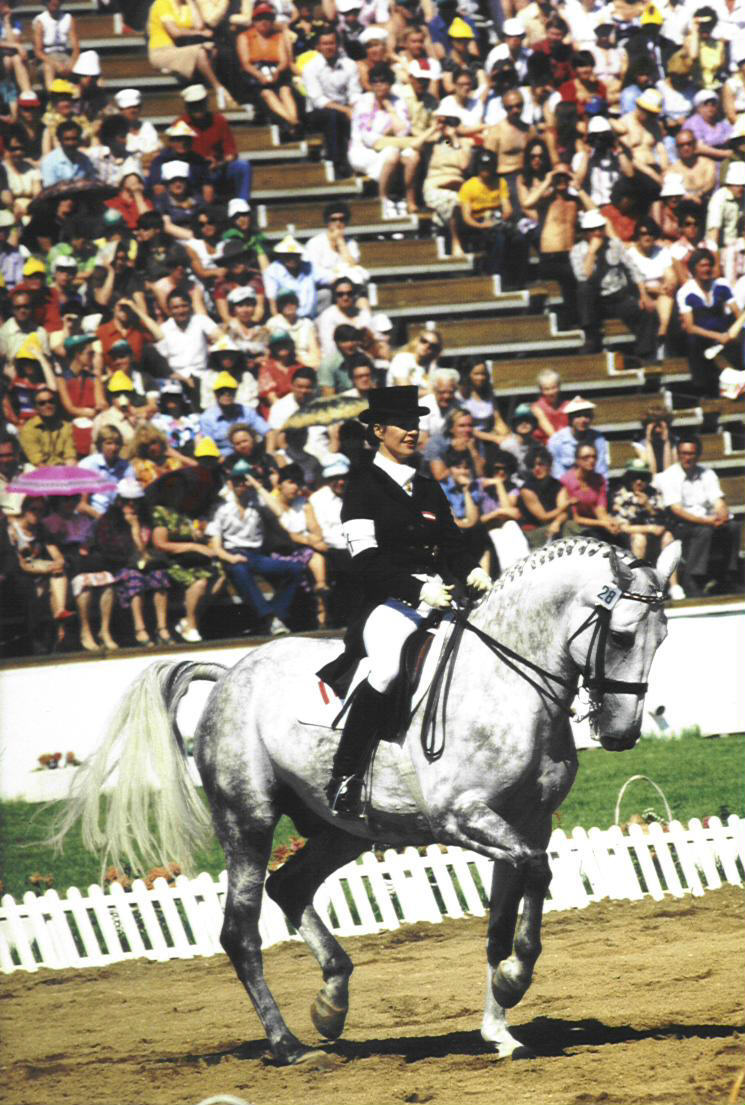
Выездка. Австрийская спортсменка Элизабет Макс-Тойрер
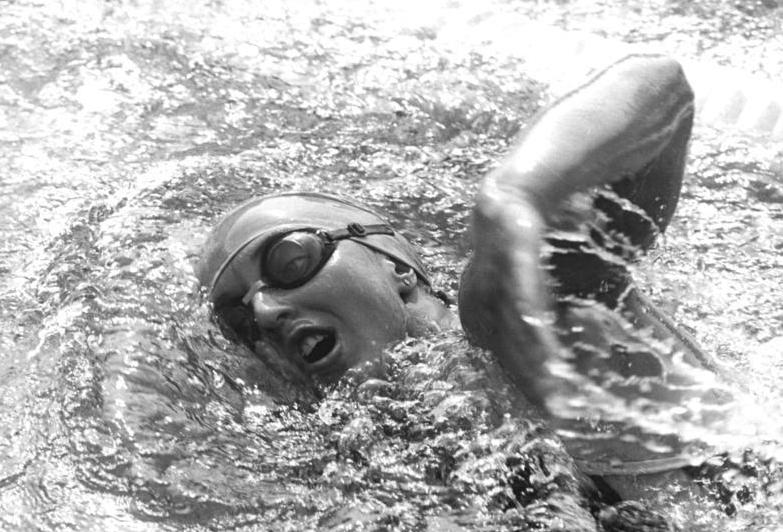
Плавание. Трёхкратная олимпийская чемпионка игр Барбара Краузе из ГДР
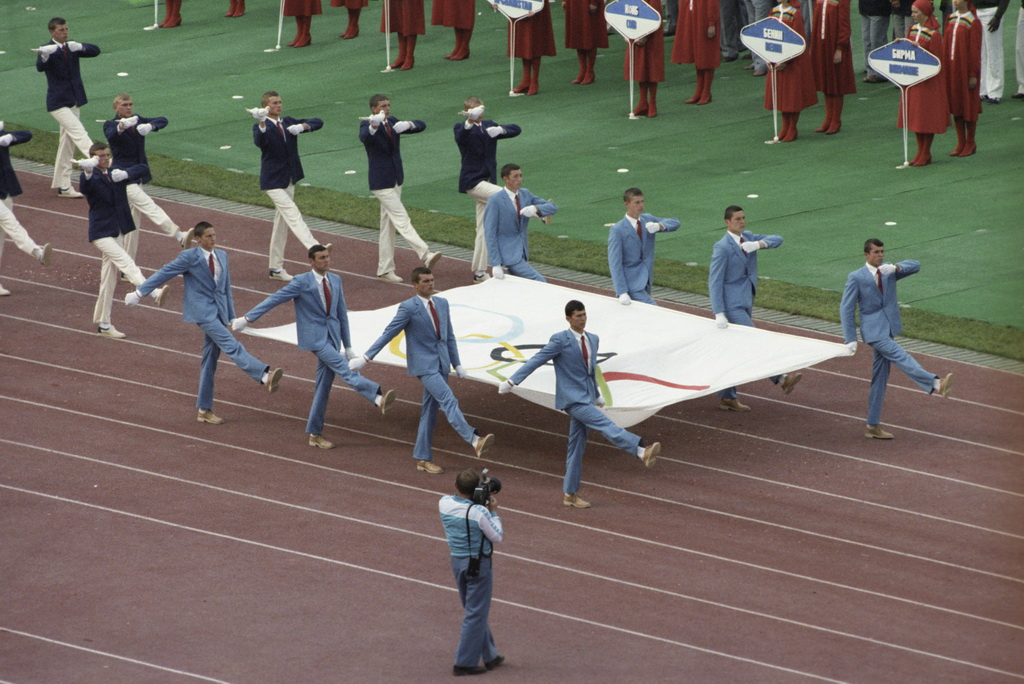
Вынос олимпийского флага на церемонии открытия
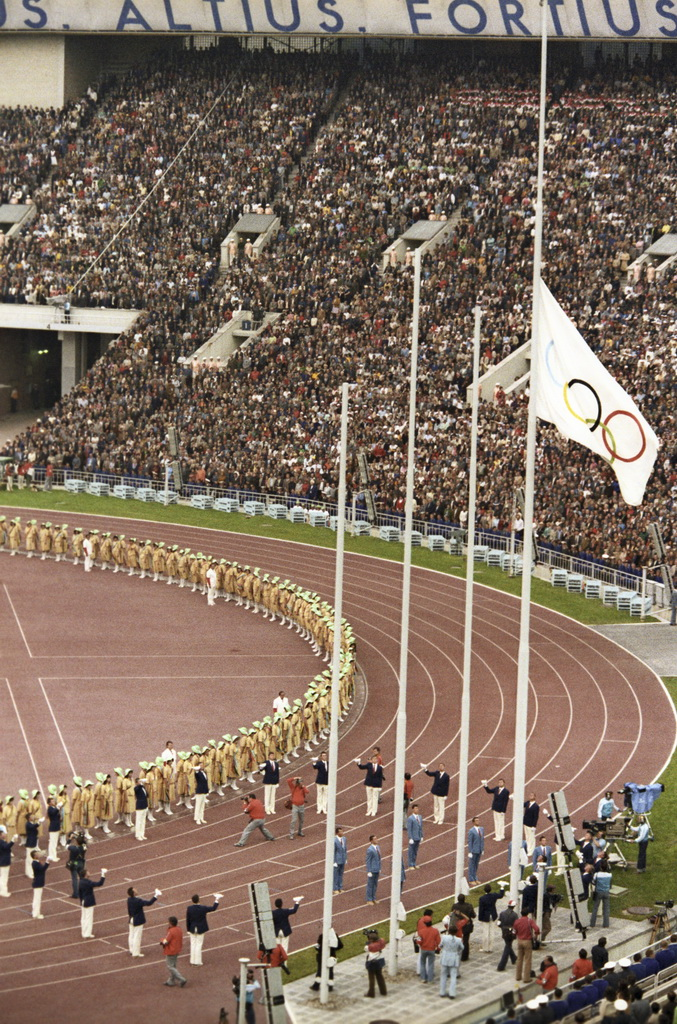
Подъём олимпийского флага
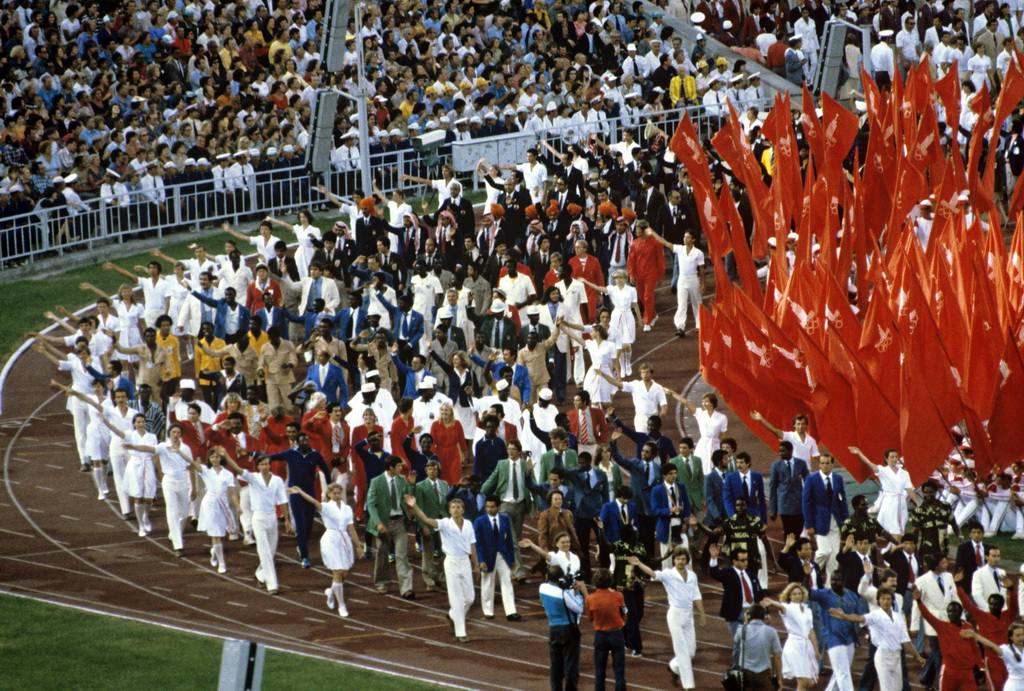
Церемония закрытия

## Статистика наград
Золотые награды в Москве завоевали атлеты, представлявшие 25 НОК. Представители 36 НОК стали призёрами Игр. Более половины всех золотых наград завоевали спортсмены СССР (80) и ГДР (47). Ни один другой НОК не выиграл и 10 золотых медалей.
Можно также отметить выступление польских спортсменов — из 32 завоёванных наград лишь 3 были золотыми. Некоторые восточноевропейские страны завоевали наибольшее количество наград в своей олимпийской истории не только на момент московской Олимпиады, но и по сей день, в частности, Болгария (41) и Польша (32). Бразильцы впервые в своей истории выиграли более одной золотой награды (оба золота — в парусном спорте). Зимбабвийцы выиграли своё первое в истории золото. Испанцы выиграли своё первое золото на летних Играх с 1928 года.
| Летние Олимпийские игры 1980 |                |        |         |        |       |
| №                            | НОК            | Золото | Серебро | Бронза | Всего |
| 1                            | СССР           | 80     | 69      | 46     | 195   |
| 2                            | ГДР            | 47     | 37      | 42     | 126   |
| 3                            | Болгария       | 8      | 16      | 17     | 41    |
| 4                            | Куба           | 8      | 7       | 5      | 20    |
| 5                            | Италия         | 8      | 3       | 4      | 15    |
| 6                            | Венгрия        | 7      | 10      | 15     | 32    |
| 7                            | Румыния        | 6      | 6       | 13     | 25    |
| 8                            | Франция        | 6      | 5       | 3      | 14    |
| 9                            | Великобритания | 5      | 7       | 9      | 21    |
| 10                           | Польша         | 3      | 14      | 15     | 32    |
| 11                           | Швеция         | 3      | 3       | 6      | 12    |
| 12                           | Финляндия      | 3      | 1       | 4      | 8     |
| 13                           | Чехословакия   | 2      | 3       | 9      | 14    |
| 14                           | Югославия      | 2      | 3       | 4      | 9     |
| 15                           | Австралия      | 2      | 2       | 5      | 9     |
| 16                           | Дания          | 2      | 1       | 2      | 5     |
| 17                           | Бразилия       | 2      | 0       | 2      | 4     |
| 18                           | Эфиопия        | 2      | 0       | 2      | 4     |
| 19                           | Швейцария      | 2      | 0       | 0      | 2     |
| 20                           | Испания        | 1      | 3       | 2      | 6     |
| 21                           | Австрия        | 1      | 2       | 1      | 4     |
| 22                           | Греция         | 1      | 0       | 2      | 3     |
| 23                           | Бельгия        | 1      | 0       | 0      | 1     |
| 24                           | Индия          | 1      | 0       | 0      | 1     |
| 25                           | Зимбабве       | 1      | 0       | 0      | 1     |
| 26                           | КНДР           | 0      | 3       | 2      | 5     |
| 27                           | Монголия       | 0      | 2       | 2      | 4     |
| 28                           | Танзания       | 0      | 2       | 0      | 2     |
| 29                           | Мексика        | 0      | 1       | 3      | 4     |
| 30                           | Нидерланды     | 0      | 1       | 2      | 3     |
| 31                           | Ирландия       | 0      | 1       | 1      | 2     |
| 32                           | Уганда         | 0      | 1       | 0      | 1     |
| 33                           | Венесуэла      | 0      | 1       | 0      | 1     |
| 34                           | Ямайка         | 0      | 0       | 3      | 3     |
| 35                           | Гайана         | 0      | 0       | 1      | 1     |
| 36                           | Ливан          | 0      | 0       | 1      | 1     |

## Игры на монетах и марках СССР

### Монеты
В 1977—1980 годах в СССР выпущена серия из 45 монет, посвящённых Олимпийским играм 1980:
- 6 монет из медно-никелевого сплава номиналом 1 рубль
- 14 монет из серебра 900-й пробы номиналом 5 рублей
- 14 монет из серебра 900-й пробы номиналом 10 рублей
- 6 монет из золота 900-й пробы номиналом 100 рублей
- 5 монет из платины 999-й пробы номиналом 150 рублей

### Марки

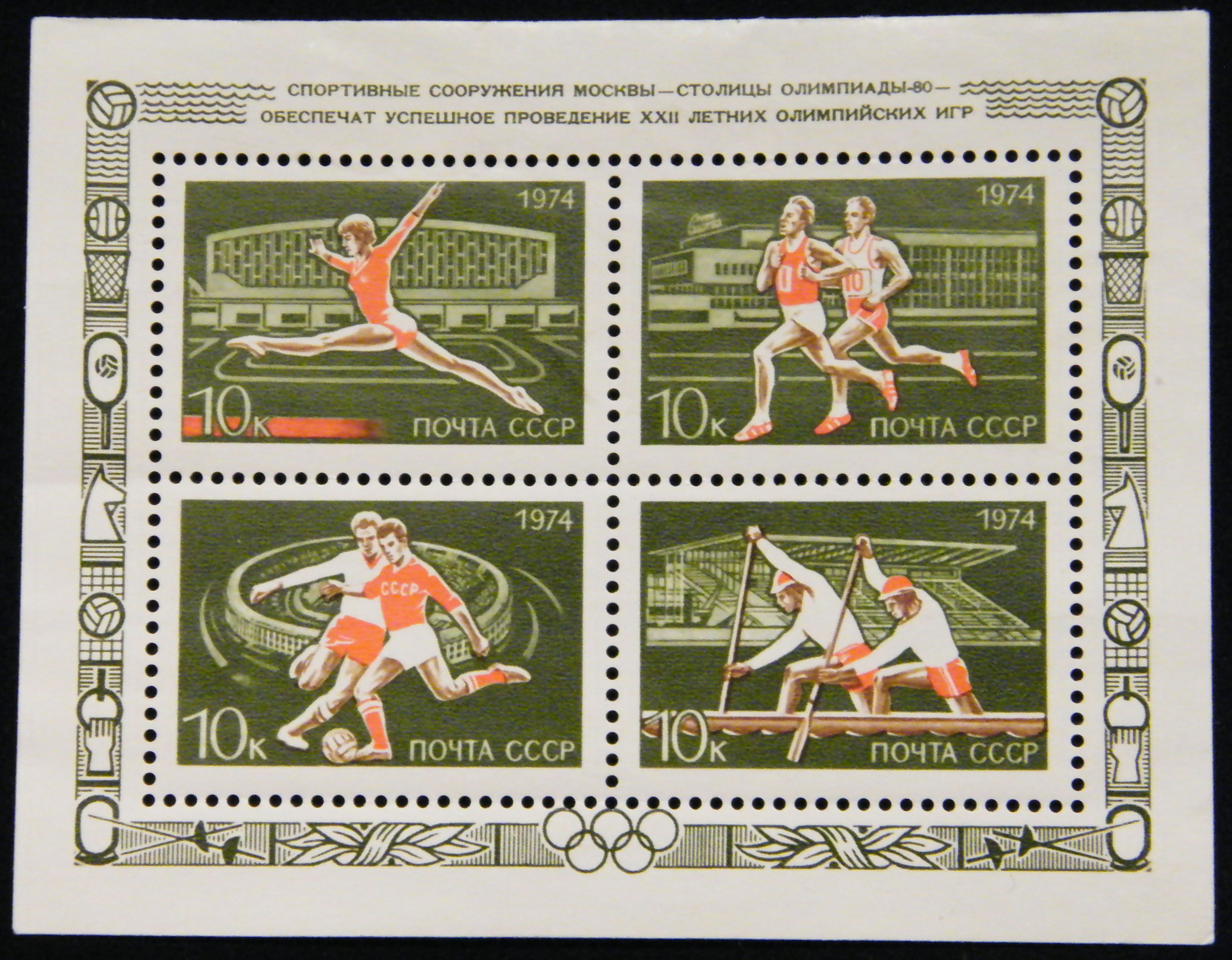
Первый советский почтовый блок, посвящённый Олимпиаде-80, 1974 год
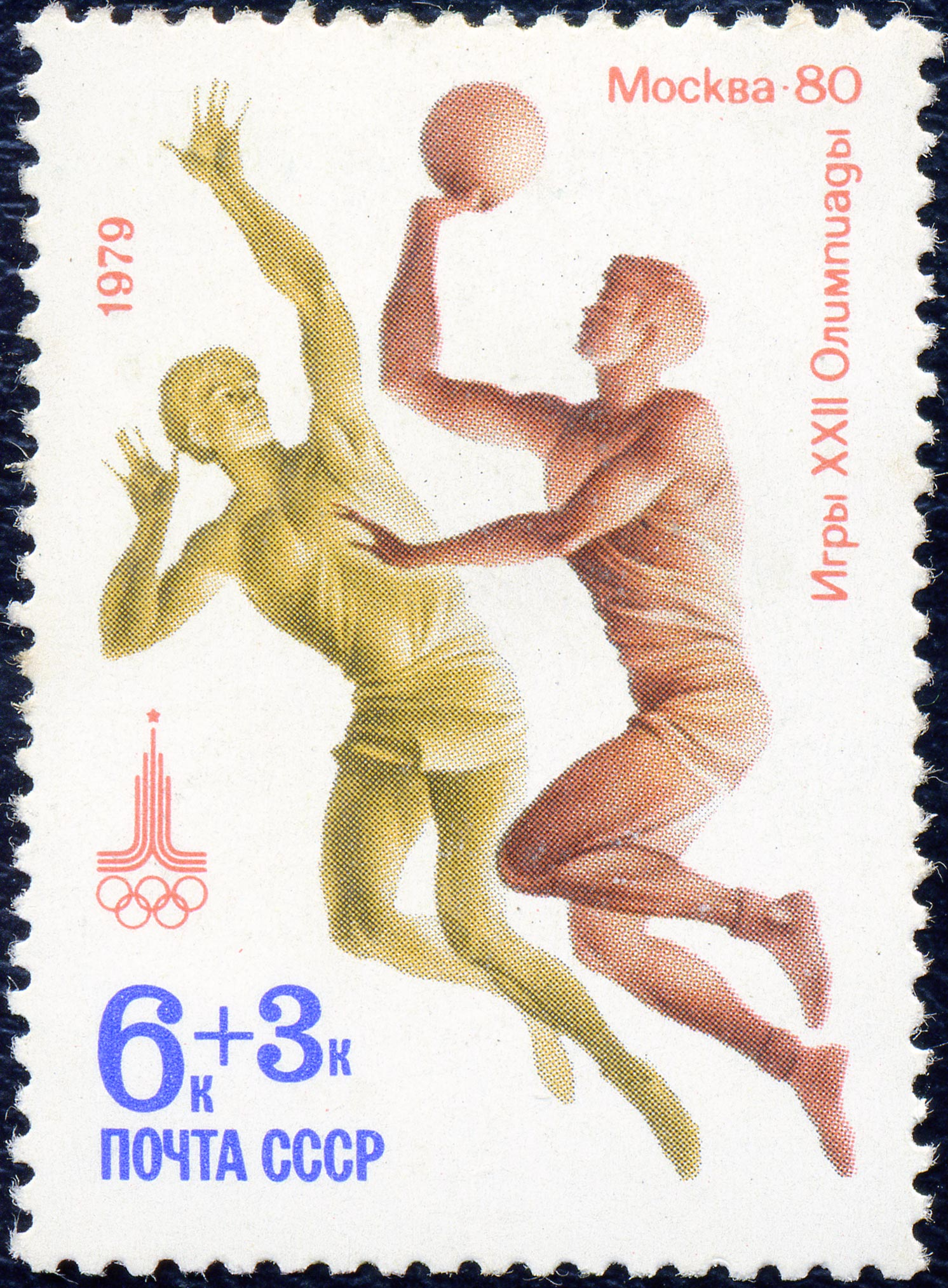
Баскетбол
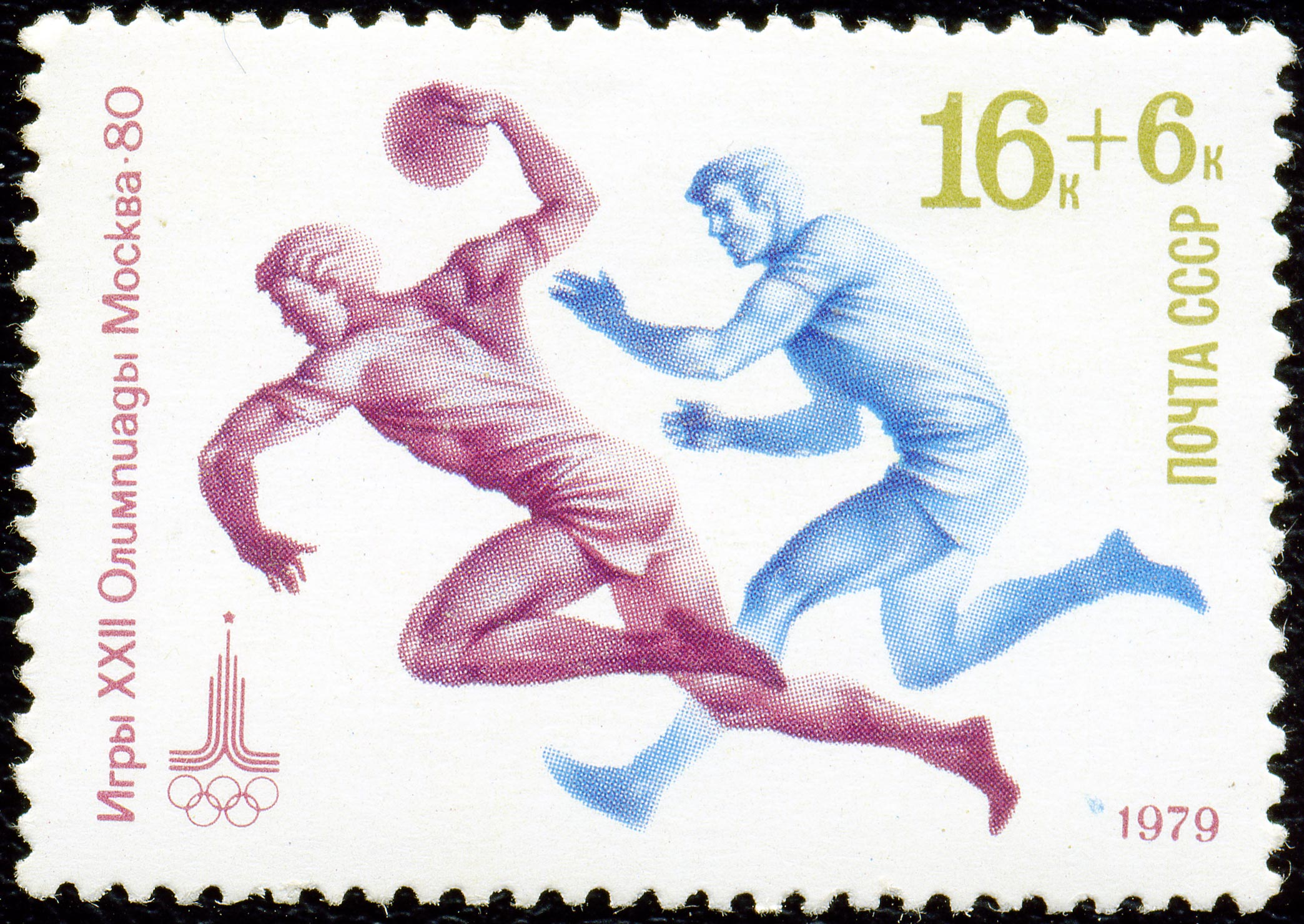
Гандбол
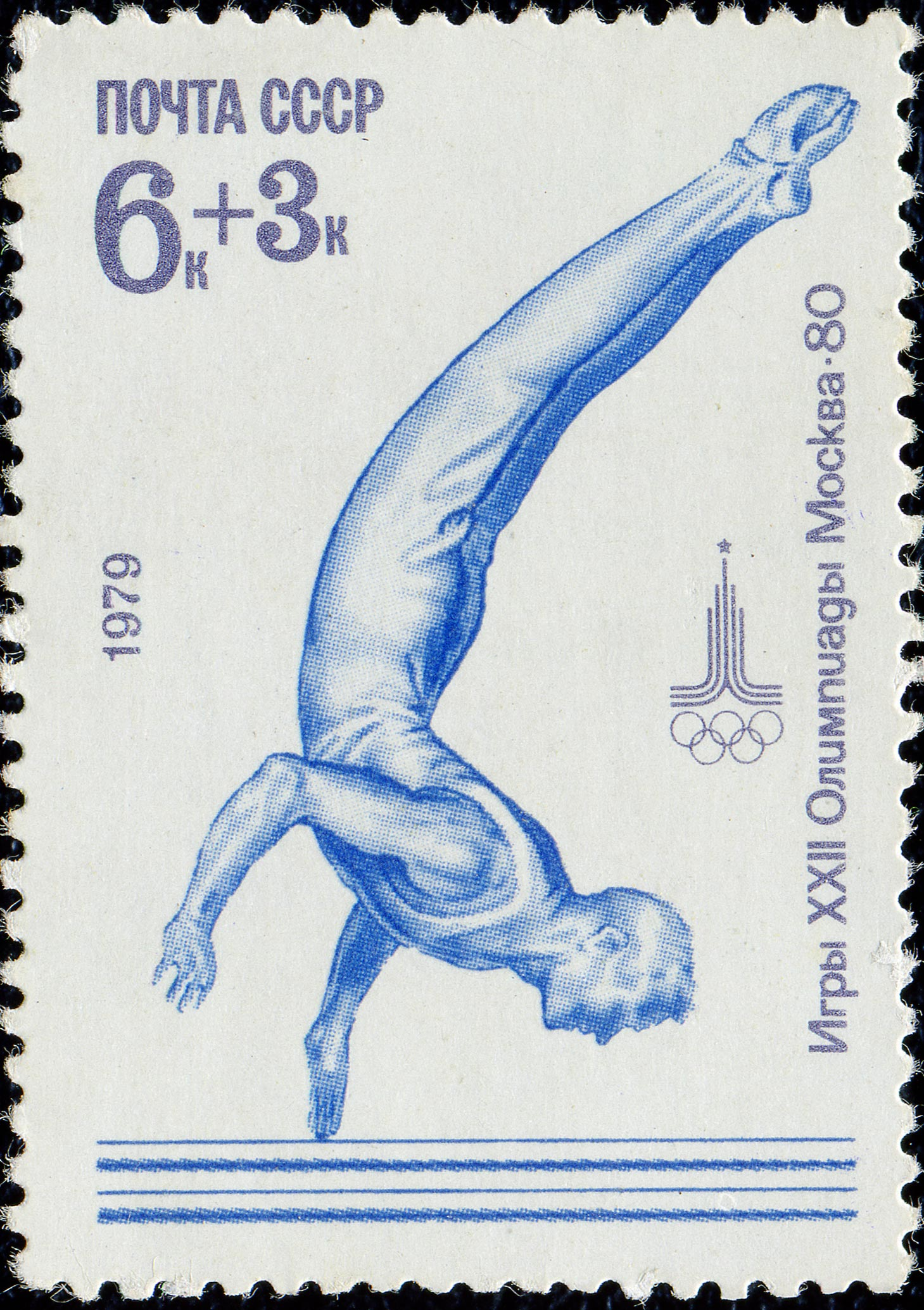
Спортивная гимнастика. Параллельные брусья
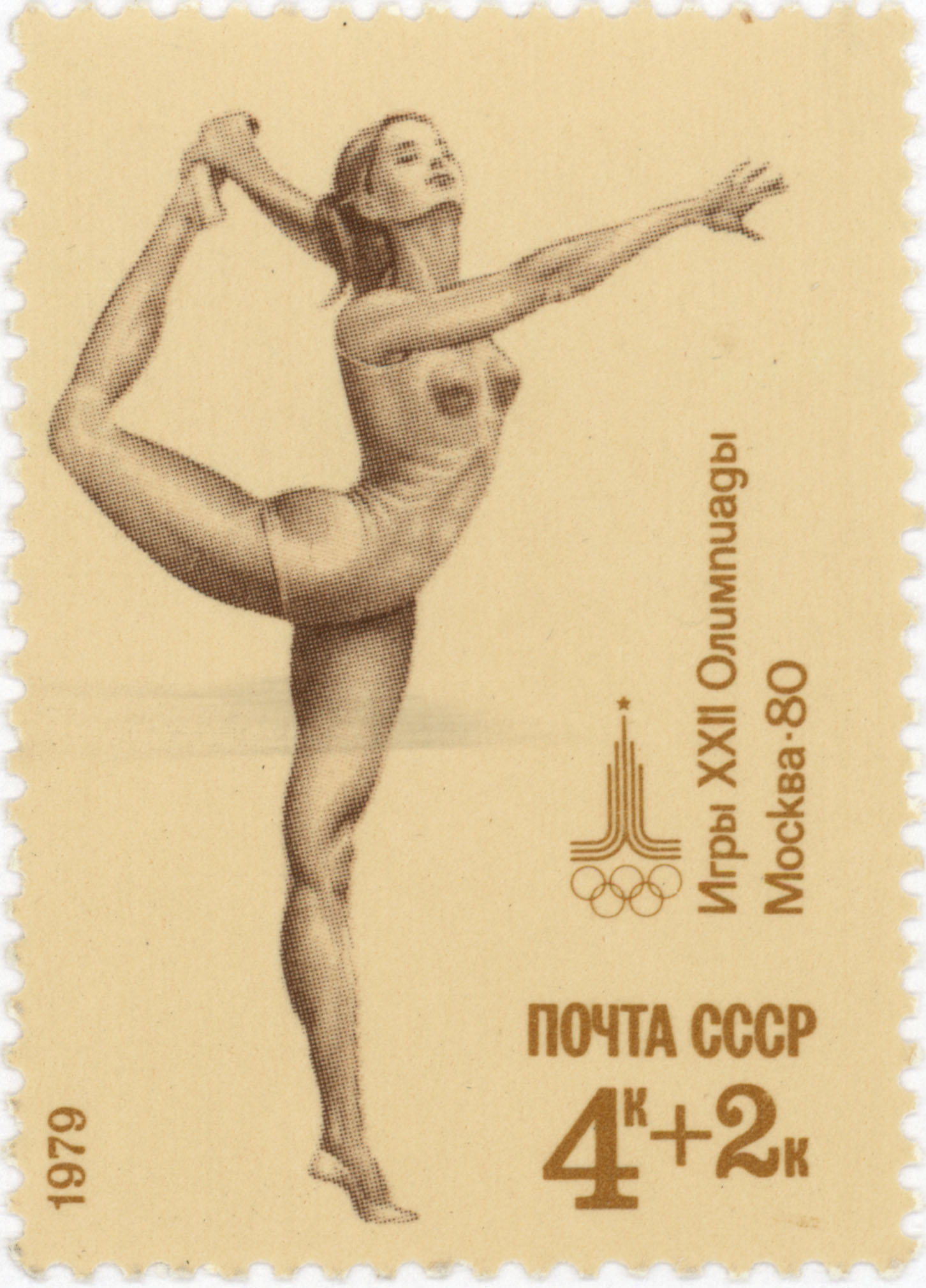
Спортивная гимнастика. Вольные упражнения
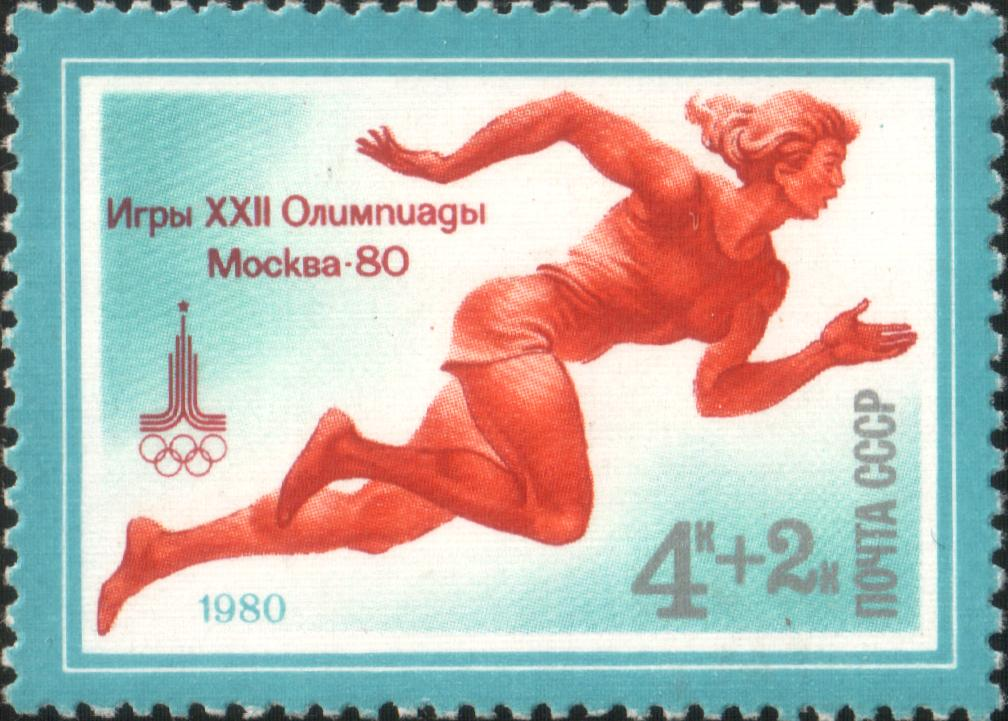
Лёгкая атлетика. Бег
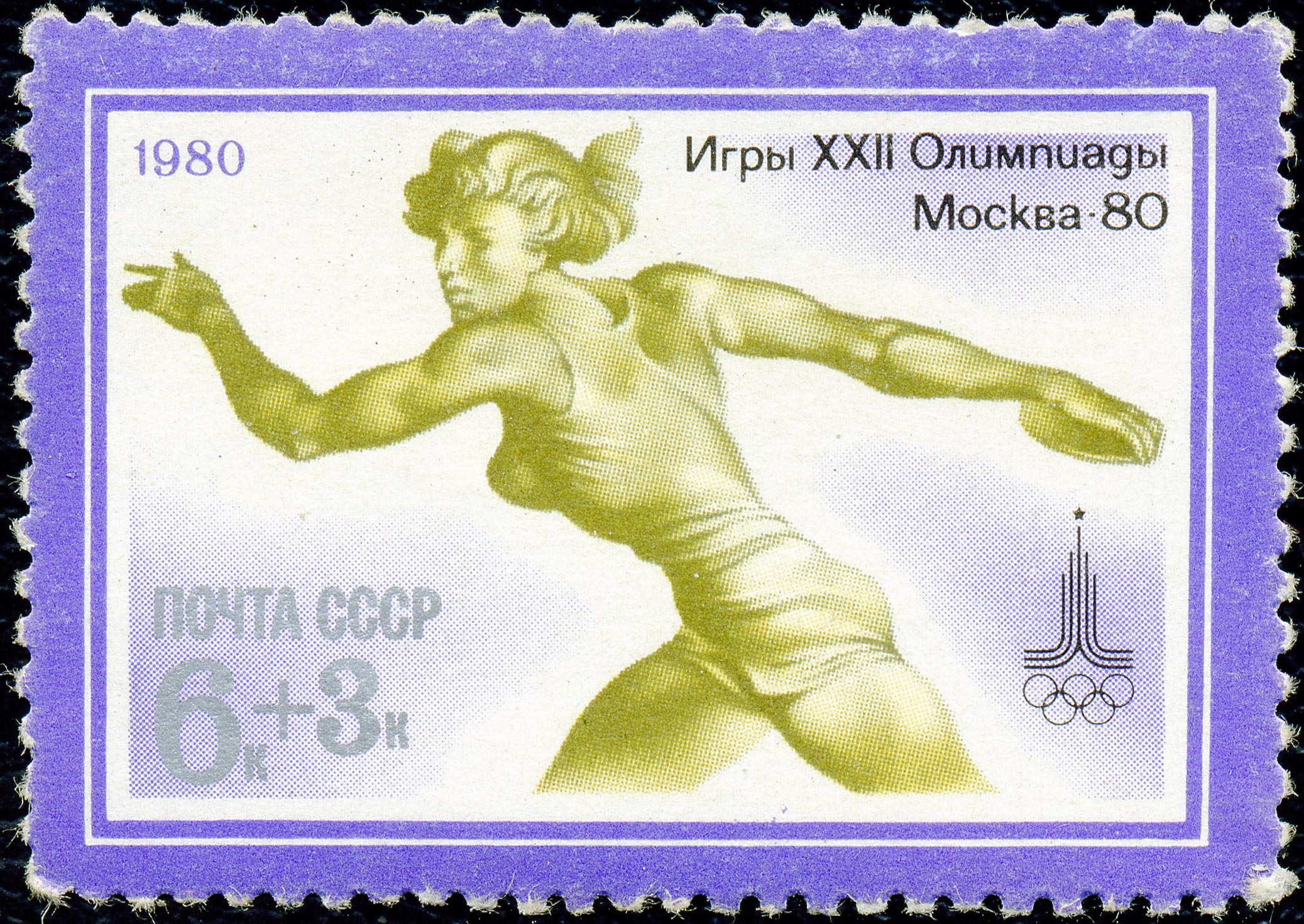
Лёгкая атлетика. Метание диска
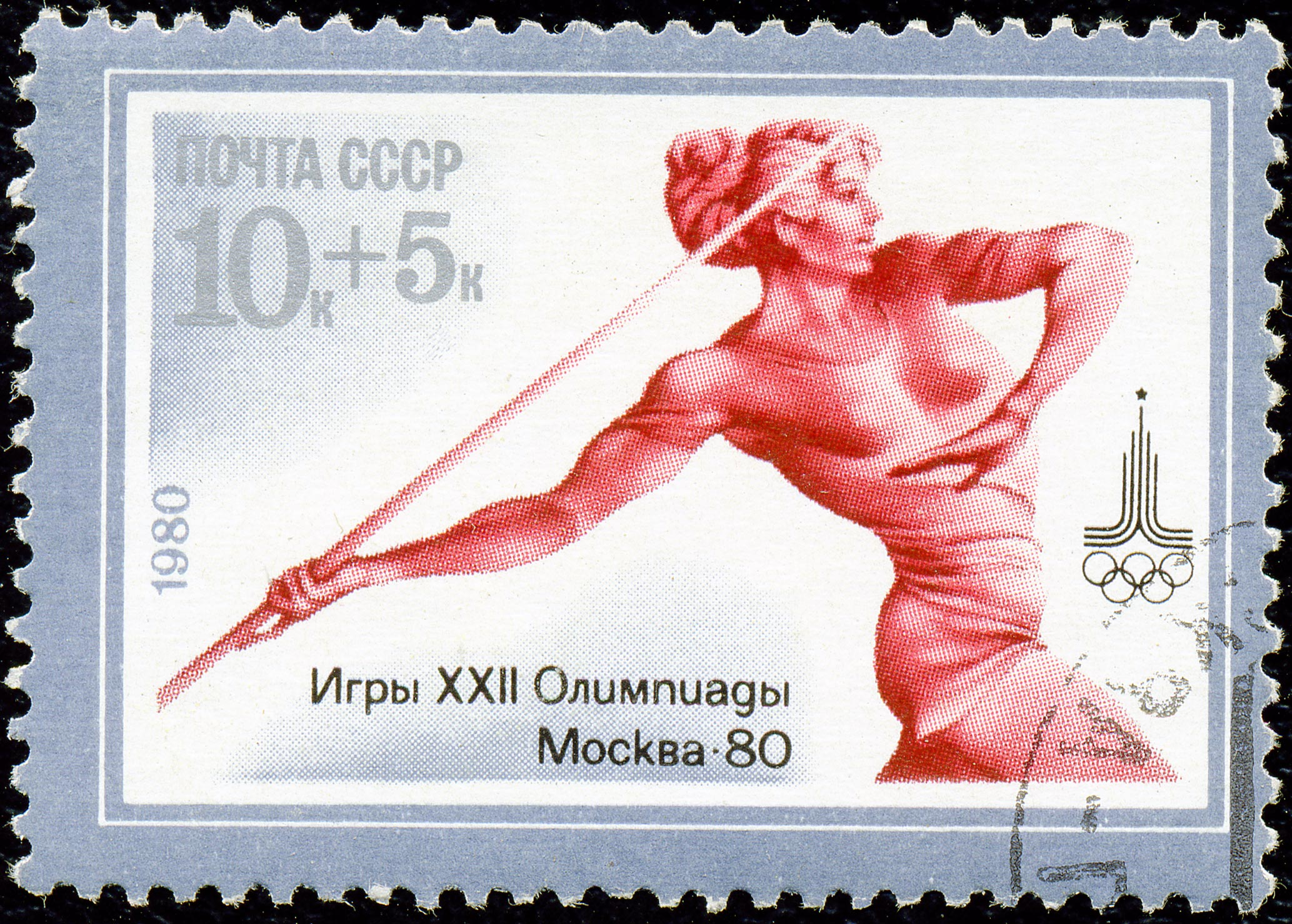
Лёгкая атлетика. Метание копья
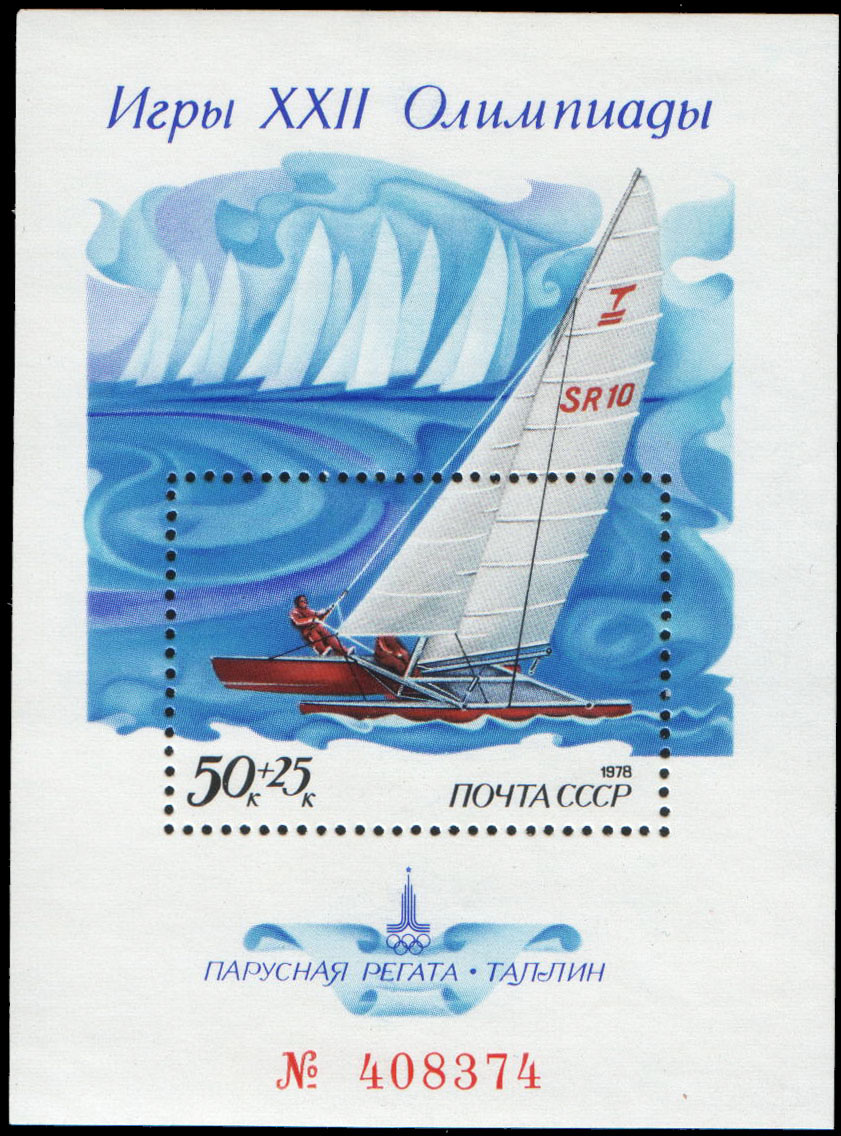
Парусный спорт. Класс катамаранов «Торнадо»
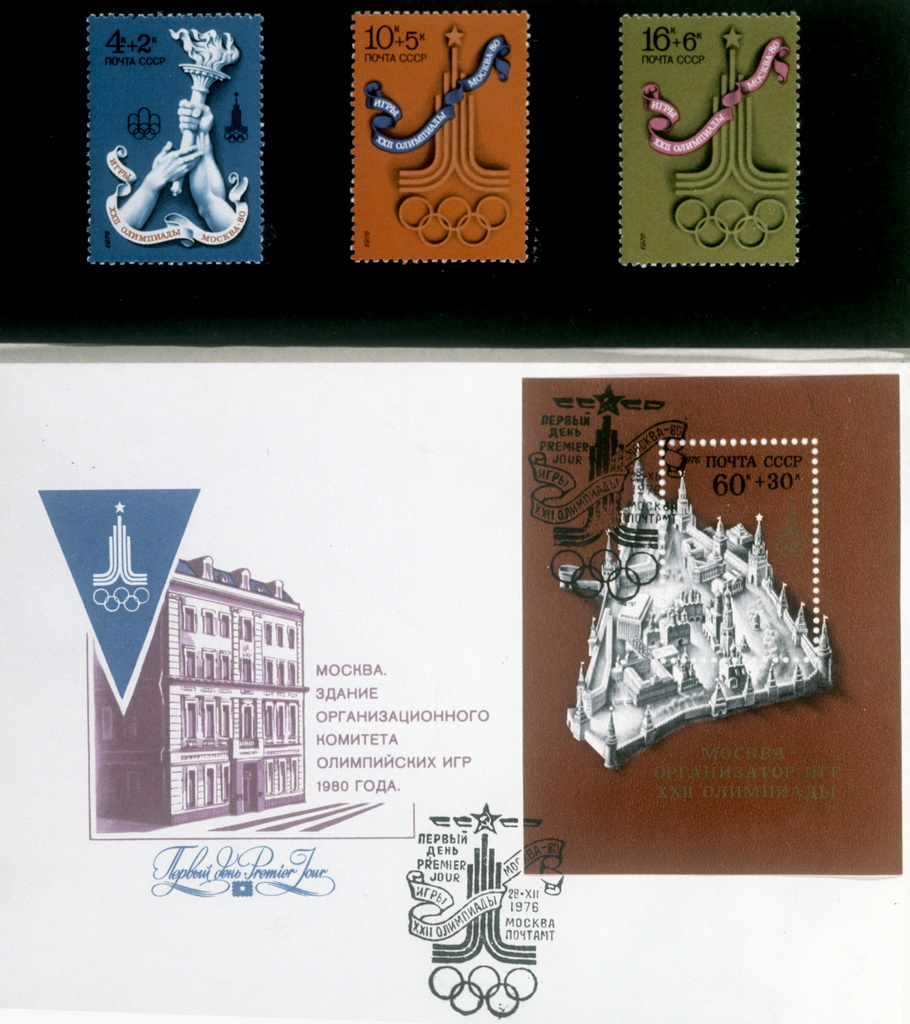
Марки, посвящённые Играм в Москве

### Сувенирная продукция
В честь Игр был выпущен широкий ассортимент сувениров, подарков, памятных товаров: комплекты одежды, игрушки, значки и другое. Для производства такой продукции предприятиями требовалось разрешение Оргкомитета. Изделия украшались логотипом и символикой (например, изображением Медвежонка Мишки), а также оригинальными композициями, отсылающими к истории Олимпийских игр.

## Игры в искусстве и медиа

### Фильмы

#### Документальные
- «Москва ждёт Олимпиаду»[40]
- «Олимпиада — ты прекрасна!»[41]
- Добро пожаловать, Олимпиада (реж. А.Нилин и др. (1980 г.)[42]
- «Олимпиада. День открытия»[43]
- «До старта 1000 дней» (ЦСДФ (РЦСДФ) (1977)[44] — Фильм о подготовке к Олимпиаде с комментарием Людмилы Турищевой.
- «О спорт, ты — мир!» Документально-игровой фильм, посвящённый московской Олимпиаде-80. Режиссёр — Юрий Озеров. 1980 год.
- «Почему плакал Миша-олимпиец» (ЦСДФ (РЦСДФ) (1980)[45]
- «Четыре встречи с Владимиром Высоцким». Режиссёр — Эльдар Рязанов. 1987 год
- «Высоцкий. Последний год»[46] (2011)
- «Олимпиада-80. Больше, чем спорт» (ТК «Первый канал»)[47]

#### Мультипликационные
- «Салют, Олимпиада!»[48]
- «Баба-яга против!»[48]
- «Ну, погоди!» (13-й выпуск)[48]
- «Олимпиада-80» (серия мультфильмов о различных видах спорта)[48][49]
- «Метаморфоза»[48][50]
- «Нокаут»[48][51]
- «Большая эстафета»[48][52]
- «Где же медвежонок?»[48][53]
- «Первый автограф»[48]
- «Олимпийский характер»[46]
- «Кто получит приз?»

#### Сериалы
- «Восхождение на Олимп» (2015—2016)
- «Игры» (2024)

### Песни и эстрадные номера
- «Олимпиада» (муз. Д. Тухманова, сл. Р. Рождественского), исп. Тынис Мяги[54] и Николай Гнатюк[55]
- «Темп» (муз. А. Пахмутовой, сл. Н. Добронравова), исп. София Ротару[56] и Валерий Леонтьев[57]
- «Стадион моей мечты» (муз. А. Пахмутовой, сл. Н. Добронравова), исп. Муслим Магомаев[58]
- «Старт даёт Москва» (муз. А. Пахмутовой, сл. Н. Добронравова), исп. Валентина Толкунова, Лев Лещенко и хор ансамбля песни и пляски имени В. Локтева[59]; также песню исполняли Людмила Сенчина и Ренат Ибрагимов[60]; Сергей Беликов и группа Стаса Намина[61]; ВИА «Голубые гитары»[62]
- «Олимпийская надежда» (муз. М. Боярского, сл. О. Рябоконя), исп. Михаил Боярский
- «Олимпийская шуточная» (муз. Э. Ханка, сл. Л. Ошанина), исп. Михаил Боярский[63]
- «Пять колец» (муз. В. Шаинского, сл. М. Рябинина), исп. Эдуард Хиль[64]
- «Добро пожаловать в Москву, Олимпиада!» (муз. Г. Мовсесяна, сл. Р. Рождественского), исп. ВИА «Поющие сердца»
- «Молодцы», (муз. В. Шаинского, сл. В. Харитонова), исп. ВИА «Пламя»[65]
- «Олимпиада, спорт, Москва!» (муз. Н. Леви, сл. В. Викторова)[66]
- «До свиданья, Москва!» (муз. А. Пахмутовой, сл. Н. Добронравова), исп. Лев Лещенко и Татьяна Анциферова[67]
- «Пародия-80» — цикл пародий на популярных певцов и актёров (Бориса Штоколова, Анатолия Папанова, Муслима Магомаева, Владимира Высоцкого и других), которые исполнил Владимир Винокур (авторы Григорий Минников и Альберт Левин)[68]
- В одном из выпусков телепередачи «Кабачок „13 стульев“» (1978) пан Ведущий (Михаил Державин) во время обычного представления завсегдатаев программы сообщил, что пан Спортсмен «к предстоящей Олимпиаде изобрёл новый секундомер с замедленным ходом, который позволит вдвое улучшить любой олимпийский рекорд», а пани Каролинка «решила принять участие в Олимпиаде-80. На каждую руку она собирается надеть по пять колец»[69].
- «Олимпиада 80» — песня российского рэп-исполнителя Баста с его альбома «Баста 3»

### Телепередачи
- «Здравствуй, Олимпиада!» — музыкальная передача. Ведущие — Нина Ерёмина и Александр Масляков. Участвовали: Алла Пугачёва, София Ротару, Роза Рымбаева, Эдуард Хиль, Владимир Винокур, «Земляне» и другие[70].
- «Будильник» — выпуск телепередачи, в котором школьник встречается с древнегреческими богами и происходят соревнования, в частности по метанию диска. Богиня Афина дарит школьнику ленточку, повязав которую на голову, он может помнить любые даты из античной истории.
- «Ритмы Олимпиады» — музыкальная передача. Участвовали: ВИА «Поющие сердца», Тынис Мяги, Михаил Боярский, София Ротару, Маргарита Вилцане и Ояр Гринбергс, Алла Пугачёва, ВИА «Оризонт» и другие[63].
- Телевизионные трансляции игр летней Олимпиады-80 в Москве и частично в Подмосковье осуществлялись сразу по нескольким техническим каналам (5-я и 6-я метровые частоты), а также был задействован сигнал передатчик 27-го, 29-го, 31-го, 33-го и 35-го дециметровых каналов.